# Historia genética de Europa

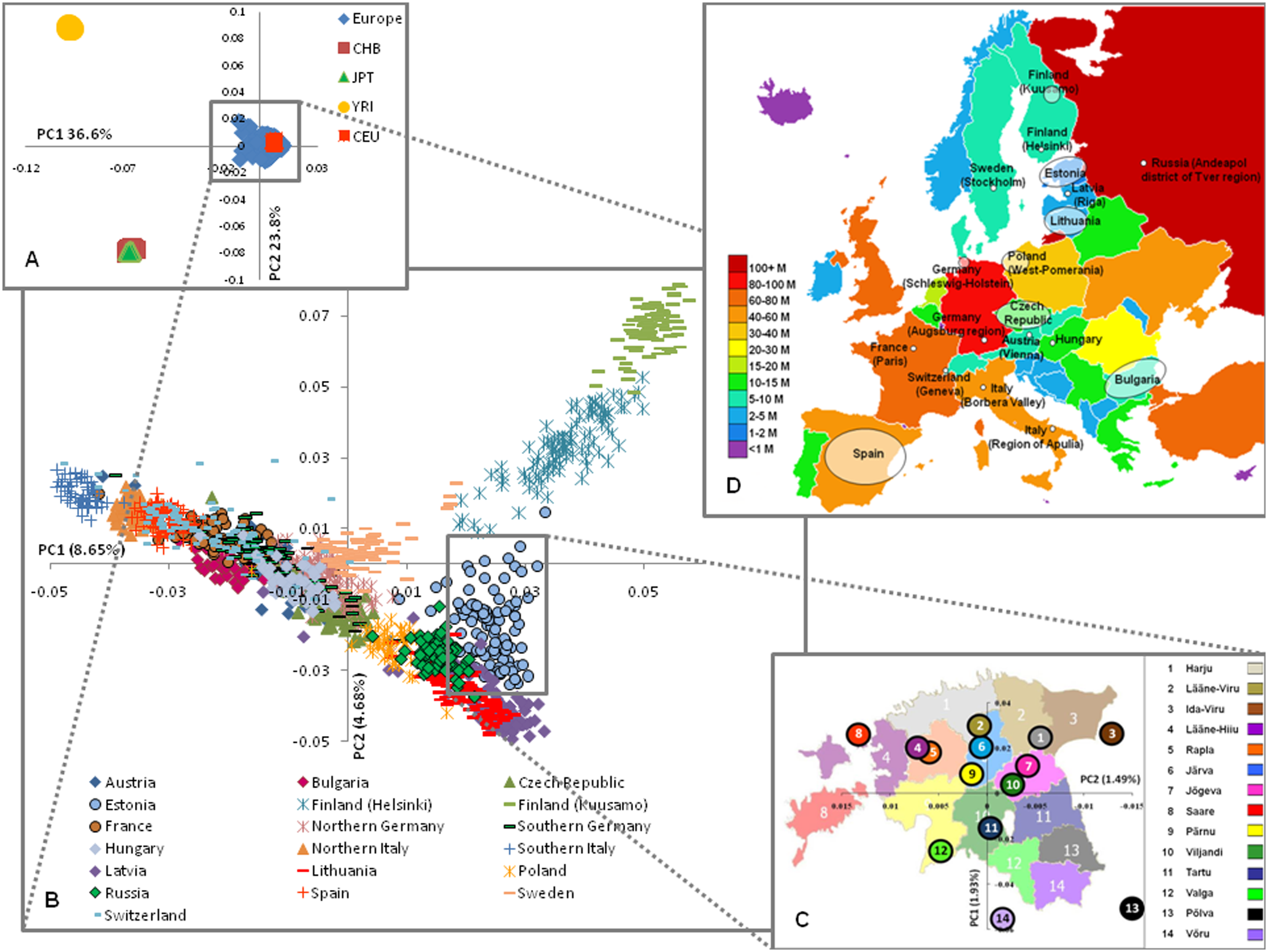
La estructura genética europea actual (basada en 273,464 SNPs). Se muestran tres niveles de estructura revelados por el análisis de PC: A) intercontinental; B) intracontinental; y C) dentro de un solo país (Estonia), donde se muestran los valores medianos de los PC1 y PC2. D) Mapa europeo que ilustra el origen de las muestras y el tamaño de la población. CEU – Residentes de Utah con ascendencia del norte y oeste de Europa, CHB – Chinos han de Pekín, JPT – Japoneses de Tokio y YRI – Yoruba de Ibadan, Nigeria.

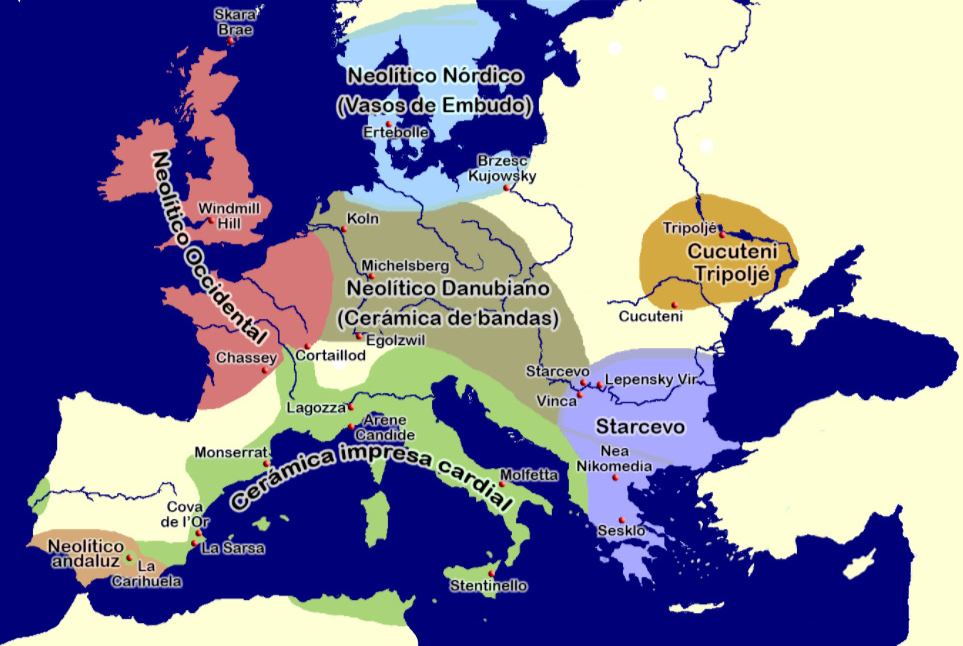
El Neolítico en Europa

Lenguas en la Europa actual

La historia genética de Europa abarca la historia de los patrones de diversidad genética entre las poblaciones humanas del continente europeo. La historia genética refleja los patrones de demográfica y los cambios étnicos que se han producido en Europa a lo largo del tiempo. La información primaria proviene de las secuencias de ADN mitocondrial, ADN del cromosoma Y y ADN autosómico (incluidos los polimorfismos de un solo nucleótido), de las poblaciones modernas y, en su caso, del ADN antiguo.
La historia genética además incluye información sobre la formación, la etnogénesis y otros datos específicos de la composición del ADN de las poblaciones autóctonas. El enfoque moderno típicamente descansa en la reconstrucción de cuáles fueron los linajes de los primeros humanos modernos europeos (EEMH) hace entre 40 y 26 mil años (Auriñaciense) aún formaban parte de una "metapoblación" euroasiática occidental grande, relacionada con las poblaciones de Asia central y occidental.
La divergencia en subpoblaciones genéticamente distintas dentro de Eurasia occidental es el resultado del aumento de la presión de selección y del efecto fundador durante el último máximo glacial (LGM, Gravetiense).
Al final del LGM, hace unos 20 mil años, surgió un linaje de Europa occidental, denominado genéricamente cazadores-recolectores occidentales (inglés, WHG), desde los refugios glaciares del Solutrense durante el mesolítico europeo. Estas culturas de cazadores-recolectores mesolíticos fueron posteriormente reemplazadas por los primeros agricultores europeos (inglés, EEF) durante la revolución neolítica. Estos primeros agricultores europeos eran esencialmente descendientes de poblaciones mesolíticas de Asia occidental (mesolítico de Anatolia) y del mesolítico del Cáucaso).
En la Edad del Bronce europea, hubo nuevamente reemplazos poblacionales significativos en algunas partes de Europa debido a la intrusión de los linajes de los pastores esteparios occidentales (WSH) provenientes de las estepas póntico-caspianas, que surgieron por la mezcla entre cazadores-recolectores orientales (EHG) y pueblos relacionados con habitantes del Cercano Oriente. Estos reemplazos de población de la Edad del Bronce están asociados arqueológicamente con las culturas de Vaso Campaniforme y de cultura de la cerámica cordada, y lingüísticamente con la expansión indoeuropea.
Como resultado de los movimientos poblacionales entre el Mesolítico y la Edad del Bronce, las poblaciones modernas europeas se distinguen por diferencias en la ascendencia WHG, EEF y Euroasiáticos septentrionales antiguos (ANE).

## Historia y limitación de los estudios genéticos

Difusión de la agricultura en Europa

Más información: Genética de poblaciones

### Marcadores genéticos clásicos
Uno de los primeros eruditos en realizar estudios genéticos fue Luigi Luca Cavalli-Sforza. Usó marcadores genéticos clásicos para analizar el ADN. Este método estudia las diferencias en las frecuencias de rasgos alélicos particulares, concretamente polimorfismos de proteínas que se encuentran en la sangre humana (como los grupos sanguíneos ABO, antígenos de la sangre Rhesus, loci HLA, inmunoglobulinas, isoenzimas G6PD, entre otros). Posteriormente, su equipo calculó la distancia genética entre las poblaciones, basándose en el principio de que dos poblaciones que comparten frecuencias similares de un rasgo están más estrechamente relacionadas que las poblaciones que tienen frecuencias más divergentes del rasgo.
A partir de esto, construyó árboles filogenéticos que mostraron las distancias genéticas en forma de diagrama. Su equipo también realizó análisis de componentes principales, que es bueno para analizar datos multivariantes con una pérdida mínima de información. La información que se pierde puede restaurarse parcialmente generando un segundo componente principal, y así sucesivamente. A su vez, la información de cada componente principal individual (PC) se puede presentar gráficamente en mapas sintéticos. Estos mapas muestran picos y valles, que representan poblaciones cuyas frecuencias de genes toman valores extremos en comparación con otros en el área estudiada.
Los picos y valles generalmente conectados por gradientes suaves se llaman clinas. Las clinas genéticas pueden generarse por adaptación al medio ambiente (selección natural), flujo genético continuo entre dos poblaciones inicialmente diferentes o una expansión demográfica en un entorno escasamente poblado, con poca mezcla inicial con las poblaciones existentes. Cavalli-Sforza conectó estos gradientes con los postulados de movimientos poblacionales prehistóricos, basados en teorías arqueológicas y lingüísticas. Sin embargo, dado que no se conocen las profundidades de tiempo de tales patrones, "asociarlos con eventos demográficos particulares suele ser especulativo".

### Análisis directo de ADN

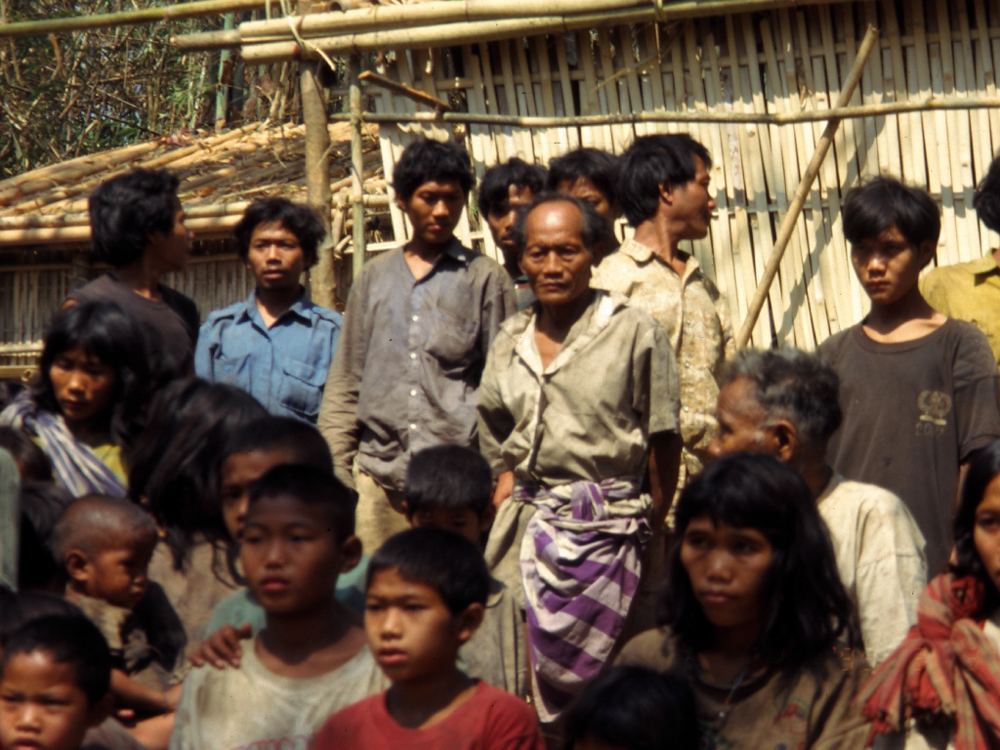
Mlabri de Tailandia, ejemplo del Efecto fundador

Más información: Deriva genética, Efecto fundador
Los estudios que usan análisis de ADN directos ahora son abundantes y pueden usar ADN mitocondrial (ADNmt), la porción no recombinante del cromosoma Y (NRY) o incluso ADN autosómico. MtDNA y NRY DNA. Comparten algunas características similares, que los han hecho particularmente útiles en antropología genética. Estas propiedades incluyen la herencia directa, inalterada, del ADNmt y el ADN NRY de la madre a la descendencia y del padre al hijo, respectivamente, sin los efectos de "revolvimiento" de la recombinación genética. También suponemos que estos genéticos no se ven afectados por la selección natural y que el principal proceso responsable de los cambios en los pares de bases ha sido la mutación (que puede calcularse).

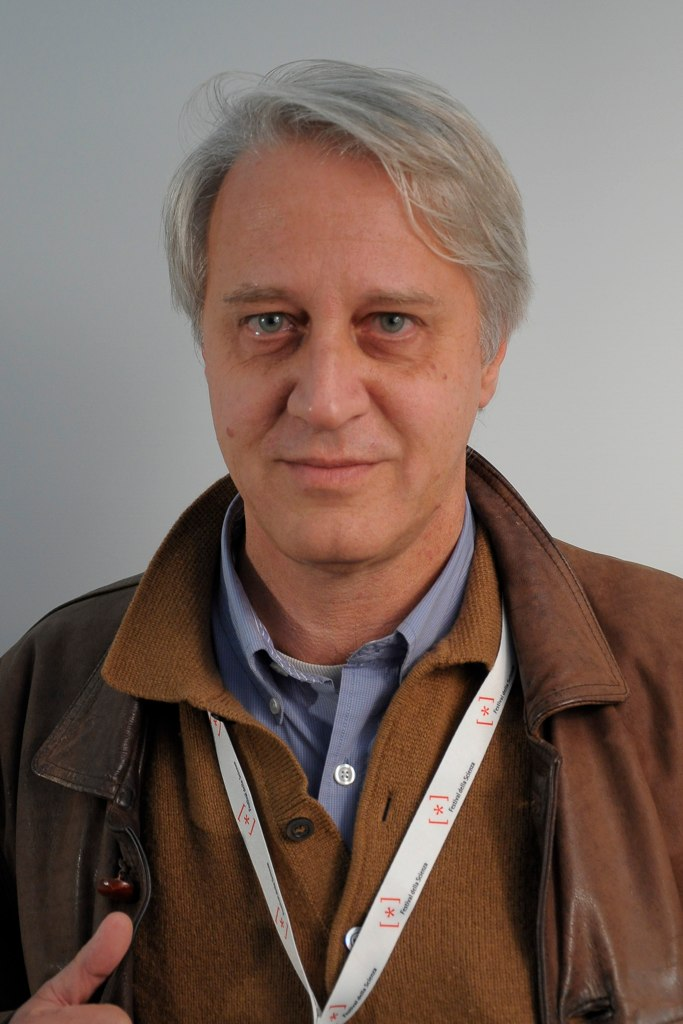
Guido Barbujani

El tamaño de población efectivo más pequeño del NRY y mtDNA mejora las consecuencias de la deriva y el efecto fundador, en relación con los autosomas, haciendo que la variación de NRY y mtDNA sea un índice potencialmente sensible de la composición de la población. Estas suposiciones biológicamente plausibles no son concretas; Rosser sugiere que las condiciones climáticas pueden afectar la fertilidad de ciertos linajes.
La tasa de mutación subyacente utilizada por los genetistas es más cuestionable. A menudo usan diferentes tasas de mutación y los estudios frecuentemente llegan a conclusiones muy diferentes. [5] NRY y mtDNA pueden ser tan susceptibles a la deriva que algunos patrones antiguos pueden haberse oscurecido. Otra suposición es que las genealogías de la población son aproximadas por genealogías de alelos. Guido Barbujani señala que esto solo es válido si los grupos de población se desarrollan a partir de un conjunto de fundadores genéticamente monomórficos. Barbujani argumenta que no hay razón para creer que Europa fue colonizada por poblaciones monomórficas. Esto daría como resultado una sobreestimación de la edad del haplogrupo, extendiendo así falsamente la historia demográfica de Europa al Paleolítico Tardío en lugar de la era Neolítica. [9] Se puede obtener una mayor certeza acerca de la cronología a partir de los estudios del ADN antiguo (ver más abajo), pero hasta ahora estos han sido comparativamente pocos.
Mientras que los haplogrupos de ADN-Y y ADNmt representan solo un pequeño componente del conjunto de ADN de una persona, el ADN autosómico tiene la ventaja de contener cientos de miles de loci genéticos examinables, lo que brinda una imagen más completa de la composición genética. Las relaciones de descendencia solo se pueden determinar sobre una base estadística, porque el ADN autosómico se recombina. Un solo cromosoma puede registrar un historial para cada gen. Los estudios autosómicos son mucho más confiables para mostrar las relaciones entre las poblaciones existentes, pero no ofrecen la posibilidad de desentrañar sus historias de la misma manera que lo prometen los estudios de DNA de mtDNA y NRY, a pesar de sus muchas complicaciones.
Los estudios genéticos operan bajo numerosas suposiciones y adolecen de limitaciones metodológicas, como el sesgo de selección y los fenómenos de confusión como la deriva genética, los efectos de cimientos y los cuellos de botella que causan grandes errores, particularmente en los estudios de haplogrupos. No importa qué tan precisa sea la metodología, las conclusiones derivadas de tales estudios se compilan sobre la base de cómo el autor considera que sus datos se ajustan a las teorías arqueológicas o lingüísticas establecidas.

## Estudios genéticos de Cavalli-Sforza

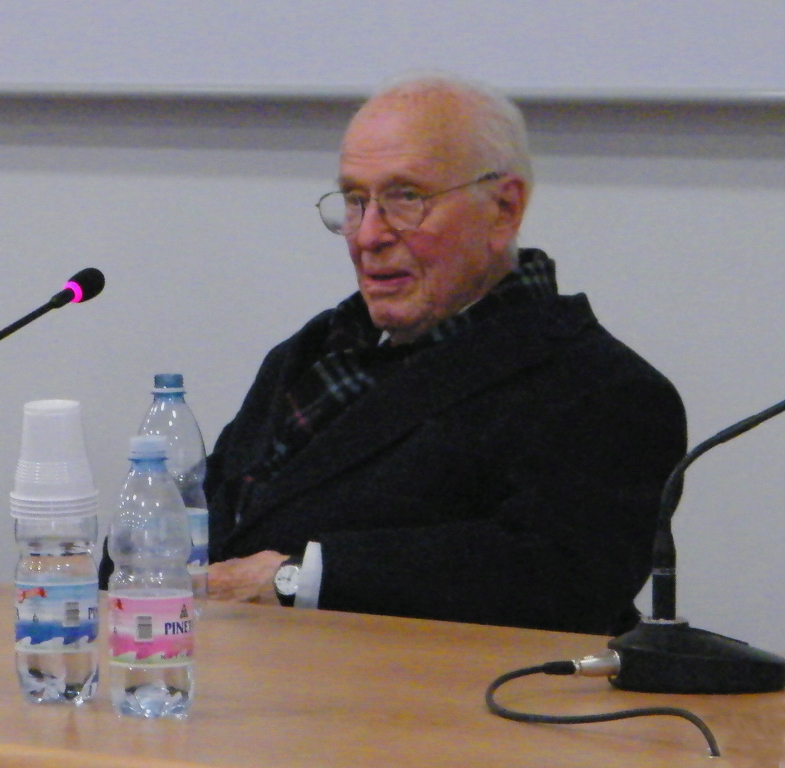
Luigi Luca Cavalli-Sforza - (Foto Luca Giarelli)

### Relación entre los europeos y otras poblaciones
|              | Europa | América | Este de Asia | Oceanía |
| América      | 9.5    |         |              |         |
| Este de Asia | 9.7    | 8.9     |              |         |
| Oceanía      | 13.5   | 14.6    | 10           |         |
| África       | 16.6   | 22.6    | 20.6         | 24.7    |

Según Cavalli-Sforza, todas las poblaciones no africanas están más estrechamente relacionados entre sí que a los africanos; lo que apoya la hipótesis de que todos los no africanos descienden de una sola antigua población africana. La distancia genética de África a Europa (16.6) es más corta que la distancia genética de África a Asia Oriental (20.6), y mucho más corta que la de África a Australia (24.7). El explica:

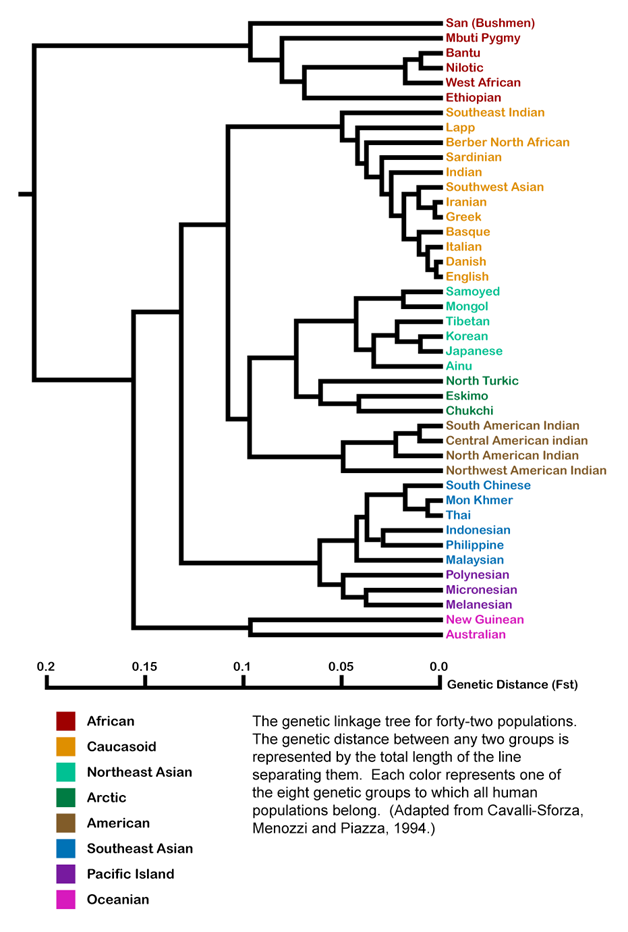
Cladograma que representa la distancia genética entre los pueblos caucasoides y otros pueblos no caucásicos según un estudio de Cavalli-Sforza (1994).

   "... tanto africanos como asiáticos contribuyeron a la colonización de Europa, que comenzó hace unos 40.000 años. Parece muy razonable suponer que ambos continentes más cercanos a Europa contribuyeron a su asentamiento, incluso si fue tal vez en diferentes momentos y tal vez en varias ocasiones. Es tranquilizador que el análisis de otros marcadores también arroje consistentemente los mismos resultados en este caso. Además, un modelo evolutivo específico probado, es decir, que Europa está formada por contribuciones de Asia y África, que se ajusta perfectamente a la matriz de distancia (6). En este modelo simplificado, se estima que las migraciones que supuestamente han poblado Europa se produjeron en una fecha temprana (hace 30.000 años), pero es imposible distinguir, sobre la base de estos datos, este modelo del de varias migraciones en diferentes veces. Las contribuciones globales de Asia y África se estimaron en alrededor de dos tercios y un tercio, respectivamente".
Este modelo en particular supone una migración de fuera de África hace 100.000 años, que separó a los africanos de los no africanos, seguida de un evento de mezcla único hace 30.000 años que condujo a la formulación de la población europea primigenia. El evento de mezcla consistió en una población fuente que era 35% africana y 65% asiática oriental. Sin embargo, el estudio señala que un escenario más realista incluiría varios eventos de mezcla que ocurren durante un período sostenido. En particular, citan la expansión de la agricultura de una población fuente en Asia occidental hace 5000-9000 años que puede haber jugado un papel en la relación genética de africanos y europeos, ya que Asia occidental está intercalada entre África y Asia central.

### Subestructuras de la población europea

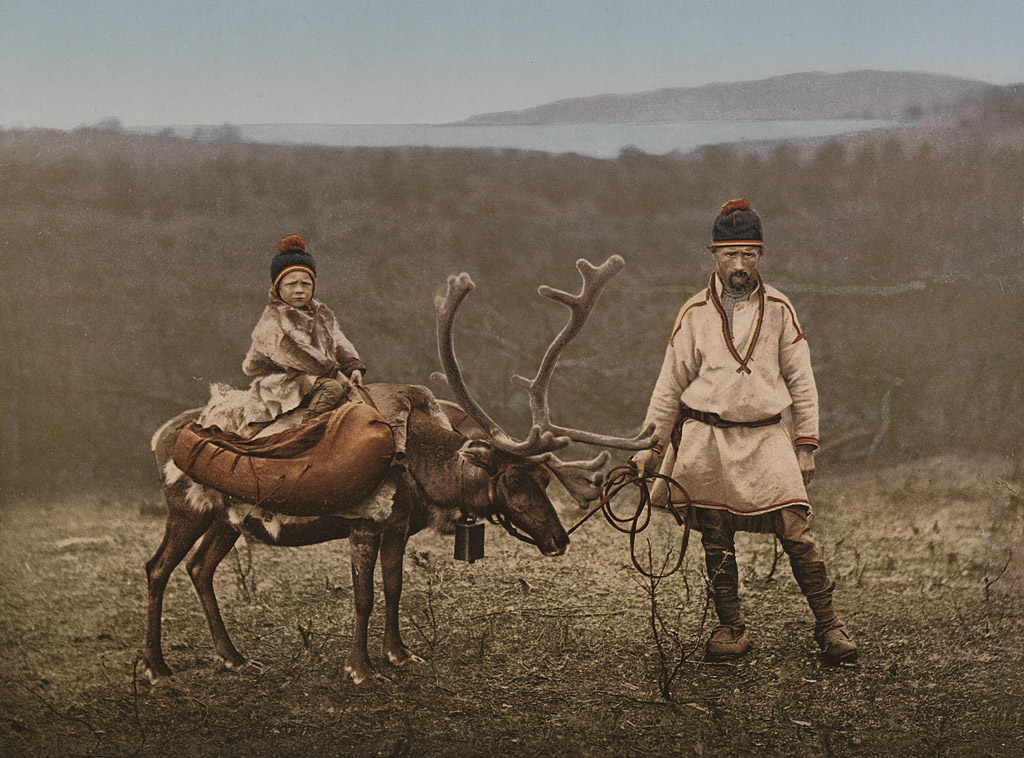
Samis en 1900

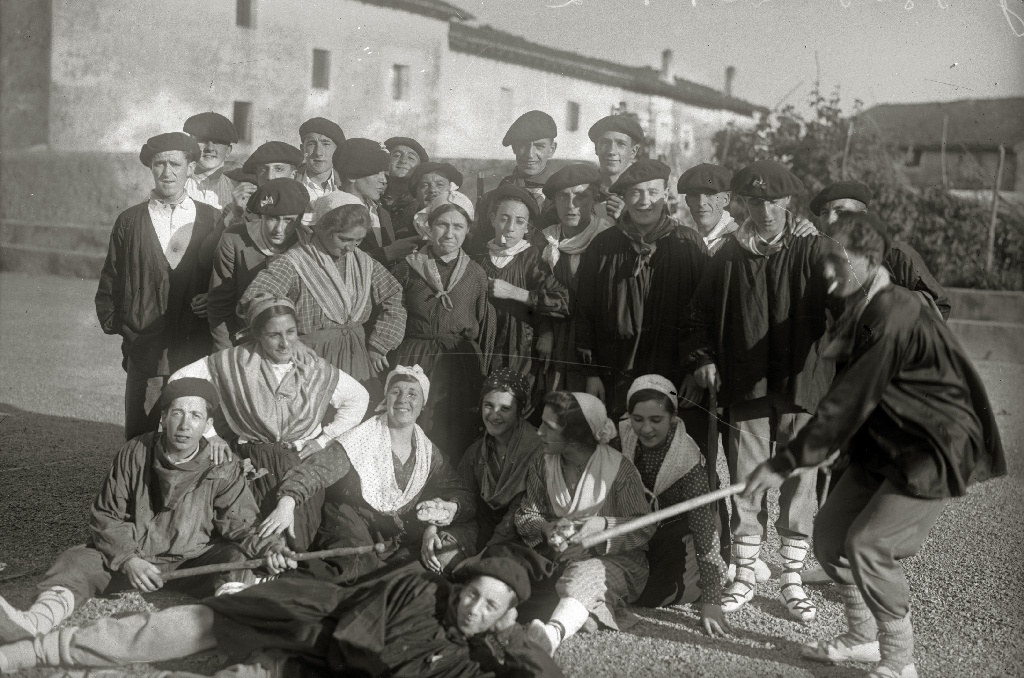
Jóvenes con trajes vascos en Zubieta en 1927

Evolución del poblamiento de Europa

Los genetistas han encontrado que Europa es relativamente homogénea genéticamente, pero se han encontrado distintos patrones de subpoblación de varios tipos de marcadores genéticos, particularmente a lo largo de una clina sureste-noroeste. Por ejemplo, los análisis de componentes principales de Cavalli-Sforza revelaron cinco patrones clinales principales en toda Europa, y patrones similares se han

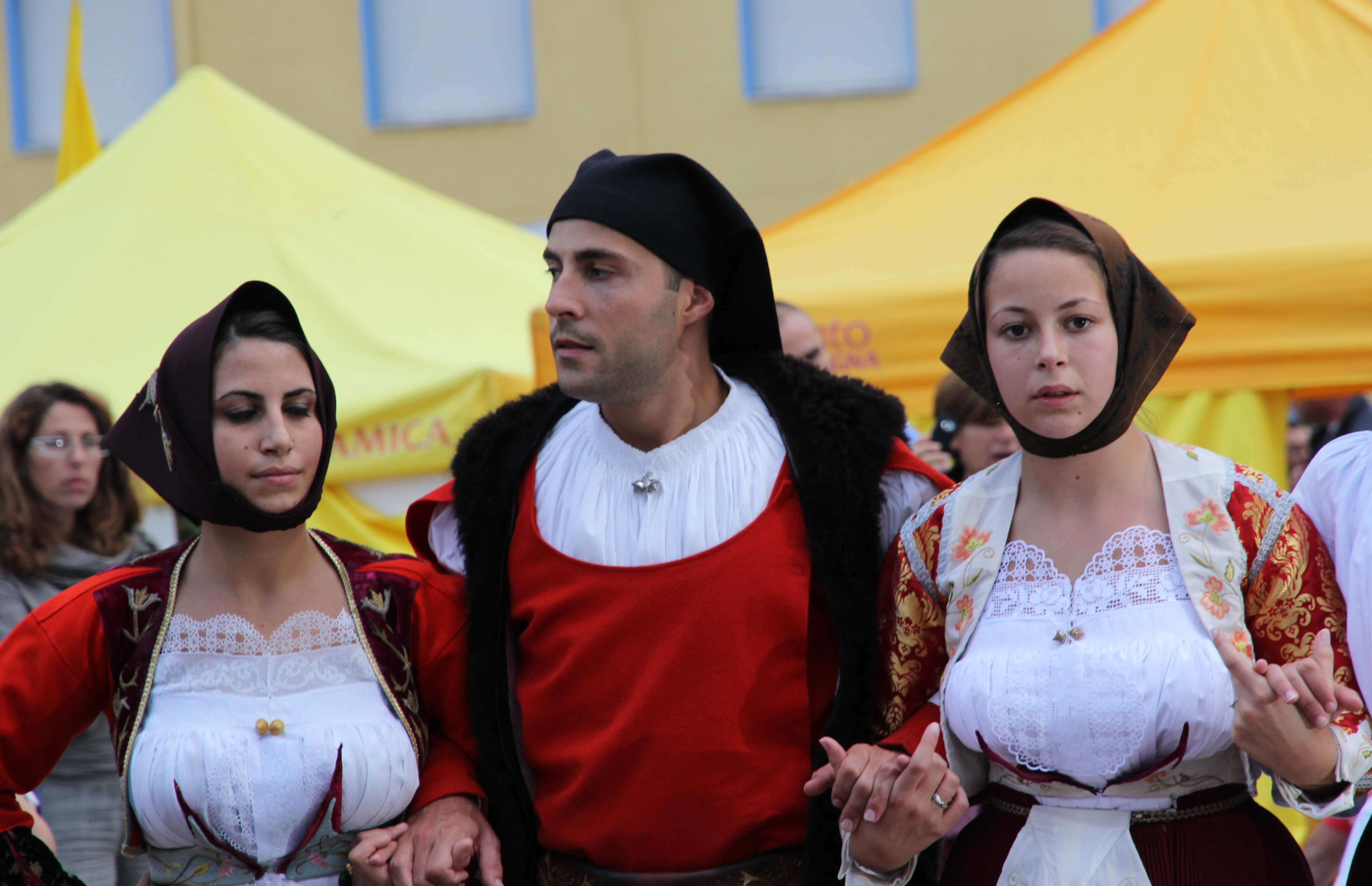
Sardos con ropa tradicional de Fonni

seguido encontrando en estudios más recientes.
1. Una clina de genes con las frecuencias más altas en el Medio Oriente, extendiéndose a los niveles más bajos al noroeste. Cavalli-Sforza originalmente describió esto como fiel reflejo de la expansión de la agricultura en el Neolítico. Esta ha sido la tendencia general en la interpretación de todos los genes con este patrón.
2. Una clina de genes con las frecuencias más altas entre finlandeses y sami en el extremo noreste, y se extiende a las frecuencias más bajas en el suroeste.
3. Una clina de genes con frecuencias más altas en el área de los ríos Don y Volga en el sur de Rusia, y se extiende a las frecuencias más bajas en España, el sur de Italia, Grecia y las áreas habitadas por hablantes de saami en el extremo norte de Escandinavia. Cavalli-Sforza asoció esto con la difusión de las lenguas indoeuropeas, que a su vez se vincula a una "expansión secundaria" después de la expansión de la agricultura, asociada con el pastoreo de animales.
4. Una clina de genes con las frecuencias más altas en los Balcanes y el sur de Italia, que se extiende a los niveles más bajos en Gran Bretaña y el País Vasco. Cavalli-Sforza asocia esto con "la expansión griega, que alcanzó su apogeo en los tiempos históricos alrededor de 1000 y 500 aC, pero que ciertamente comenzó antes".
5. Una clina de genes con las frecuencias más altas en el País Vasco, y niveles inferiores más allá del área de Iberia y el sur de Francia. Tal vez en la conclusión más conocida de Cavalli-Sforza, este más débil de los cinco patrones se describió como restos aislados de la población preneolítica de Europa, "que al menos parcialmente resistió la expansión de los cultivadores". Se corresponde aproximadamente con la propagación geográfica de los tipos de sangre rhesus negativos. En particular, la conclusión de que los vascos son un aislado genético ha sido ampliamente debatida, y es también una conclusión polémica.

También creó un árbol filogenético para analizar las relaciones internas entre los europeos. Encontró cuatro grupos "atípicos" principales: vascos, sami, sardos e islandeses, un resultado que atribuyó a su relativo aislamiento (nota: los islandeses y los sardos hablan lenguas indoeuropeas, mientras que los otros dos grupos no). Los griegos y los yugoslavos representaban un segundo grupo de valores atípicos menos extremos. Las poblaciones restantes se agruparon en varios grupos: "celta", "germánicos", "europeos del sudoeste", "escandinavos" y "europeos del este".

## Estudios genéticos después de Cavalli-Sforza
Las nuevas tecnologías han permitido que los haplotipos de ADN se estudien directamente con mayor velocidad y precisión, proporcionando datos más refinados que los disponibles en los estudios originales de Cavalli-Sforza.

### Haplogrupos humanos de ADN cromosoma Y
Hay cuatro haplogrupos principales de ADN cromosoma Y que representan la mayor parte de la descendencia patrilineal de Europa.
- El haplogrupo I se encuentra en forma de varios subclades en toda Europa y se encuentra en las frecuencias más altas en Bosnia y Herzegovina: 65%,[22] Croacia, Noruega, Dinamarca, Cerdeña, Serbia, Suecia, partes de Alemania, Rumania / Moldavia y otros países en la Península de los Balcanes y Escandinavia. Este clado se encuentra en su expresión más alta de lejos en Europa y puede haber estado allí desde antes del Último Máximo Glacial.[23] Mientras que la rama más antigua de los Balcanes está vinculada a los albaneses, el haplogrupo I llegó a Escandinavia alrededor del año 5000 aC y esta rama está vinculada a las lenguas germánicas, que se impusieron desde el siglo VI a la mayoría de R1b (celta) y R1a (eslavo y ario , p. ej .: Boioaria / Baviera, Korontania / Austria, Serbia / Sajonia, Lusacia, Pomerania ...).

Dialectos albaneses

- Dialectos albanesesHaplogrupo E1b1b (anteriormente conocido como E3b) representa la última gran migración directa de África a Europa. Se cree que apareció por primera vez en el Cuerno de África hace aproximadamente 26.000 años y se dispersó hacia el norte de África y el Cercano Oriente durante los últimos períodos del Paleolítico y Mesolítico. Los linajes E1b1b están estrechamente relacionados con la difusión de los idiomas afroasiáticos. Aunque está presente en toda Europa, alcanza su punto máximo en la región occidental de los Balcanes entre los albaneses y sus vecinos. También es común en Italia y la península ibérica. El haplogrupo E1b1b1, principalmente en la forma de su subclado E1b1b1a2 (E-V13), alcanza frecuencias superiores al 47% alrededor del área de Kosovo.[24] Se cree que este clado llegó a Europa desde Asia occidental ya sea en el Mesolítico posterior,[25] o en el Neolítico.[26] El subclado de África del Norte E-M81 también está presente en España y Portugal.

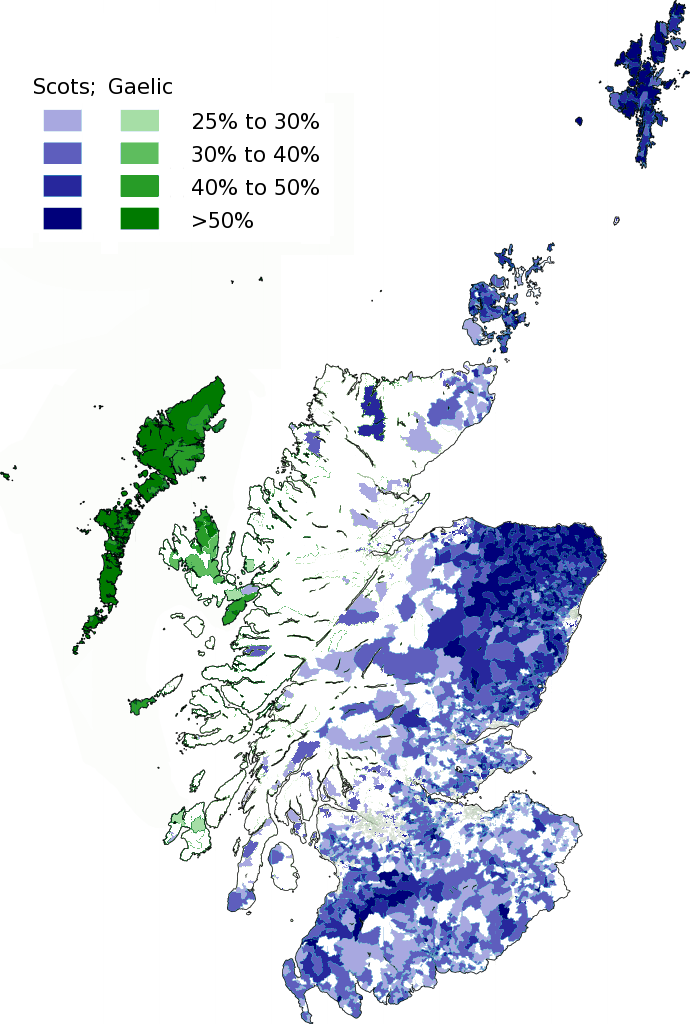
Distribución de los dos lenguajes nativos escoceses

- Haplogrupo R1b es común en toda Europa, con R1b1a1a2 especialmente común en Europa occidental.[27] Casi todo este R1b en Europa está en la forma del sub-clado R1b1a2 (R-M269), específicamente dentro del sub-subtítulo R-L23, mientras que R1b que se encuentra en Asia Central, Asia occidental y África tiende a estar en otros clados También se ha señalado que los tipos atípicos están presentes en Europa y son particularmente notables en algunas áreas, como Cerdeña y Armenia.[28] Las frecuencias del Haplogrupo R1b varían desde máximos en Europa occidental en una clina cada vez menor con una distancia creciente del Atlántico: 80-90% (galés, vasco, irlandés, escocés, bretón) alrededor del 70-80% en otras áreas de España, Gran Bretaña y Francia y alrededor del 40-60% en la mayoría de las otras partes de Europa occidental como el este de Alemania y el norte Distribución de los dos lenguajes nativos escocesesy centro de Italia. Cae fuera de esta área y es de alrededor del 30% o menos en áreas como el sur de Italia, Suecia, Polonia, los Balcanes y Chipre. El R1b sigue siendo el clado más común a medida que uno se desplaza hacia el este, hasta Alemania, mientras que más hacia el este, en Polonia, R1a es más común (ver más abajo).[29] En el sudeste de Europa, R1b cae detrás de R1a en el área dentro y alrededor de Hungría y Serbia, pero es más común tanto al sur como al norte de esta región. El R1b en Europa occidental está dominado por al menos dos subclades, R-U106, que se distribuye desde el lado este del Rin hacia el norte y centro de Europa (con una fuerte presencia en Inglaterra) y R-P312, que es más común al oeste del Rin, incluidas las islas británicas.[30] Algunos han postulado que la presencia de este haplogrupo en Europa se remonta al UMG, mientras que otros lo vinculan con la difusión de la rama Centum de las lenguas indoeuropeas. Los restos humanos más antiguos que se ha encontrado que llevan R1b hasta ahora son un individuo del contexto de la cultura Epigravetiana en Italia (Villabruna) que vivió alrededor del 12.000 aC y que según se informa perteneció a R1b1a (L754), y los restos de un cazador-recolector de 7.000 años, perteneciente a la cultura Samara del área del río Volga que portaba R1b1 * (R-L278 *).
- Haplogrupo R1a, casi completamente en el sub-clado R1a1a, es frecuente en gran parte de Europa oriental y central (también en el sur y Asia central). Por ejemplo, hay un fuerte aumento en R1a1 y una disminución en R1b1b2 cuando uno va al este de Alemania a Polonia. También tiene una presencia sustancial en Escandinavia (particularmente Noruega). En los países bálticos, las frecuencias R1a disminuyen de Lituania (45%) a Estonia (alrededor del 30%). Aunque menos prominente en Europa occidental, todavía presente en Escocia (por los normandos a través de Noruega), Gran Bretaña (sármatas de la caballería romana), España (arios y eslavos / sármatas de Cantabria) e Italia (Énetos / Vénetos del Véneto). Debido a las invasiones turcas (incluida la turko-mongol) y semitas (khasar e islámicas) están casi extinguidas en Asia central, Asia occidental y Oriente Medio (Mesopotamia, Anatolia, Siria). Muchas personas relacionan este haplogrupo con la difusión de las lenguas indoeuropeas en Europa, mientras que otras limitan esta conexión con la rama Satem de dicha familia lingüística.

Dejando aparte los pequeños enclaves, también hay varios haplogrupos aparte de los cuatro anteriores que son menos prominentes o más comunes solo en ciertas áreas de Europa.
- Haplogrupo G, de los neolíticos europeos originales (caucásicos), es común en la mayor parte de Europa con una frecuencia baja, alcanzando picos superiores al 70% alrededor de Georgia y entre los Madjar (aunque viven en Asia bordean el perímetro este de Europa), hasta 20% en Cerdeña, 12% en Córcega y Uppsala (Suecia), 11% en los Balcanes y Portugal, 10% en España y 9% en la Rusia europea. Este clado también se encuentra en el Cercano Oriente. Aparentemente, el haplogrupo G fue reemplazado gradualmente por sus vecinos directos, el R1 más agrícola y sedentario, y con el desarrollo del carro finalmente formaron los hititas introduciendo la Edad del Hierro.
- Haplogrupo N, de los cazadores de ciervos neolíticos, es común solo en el noreste de Europa y en la forma de su sub clado N1c1 alcanza frecuencias de aproximadamente 60% entre los finlandeses y aproximadamente 40% entre los lituanos.
- El Haplogrupo J2, en varios subíndices (J2a, J2b), se encuentra en niveles de alrededor del 15-30% en partes de los Balcanes e Italia y es común en toda Europa y especialmente en la cuenca mediterránea.[31]

### Haplogrupos de ADN mitocondrial humano
Ha habido una serie de estudios sobre los haplogrupos de ADN mitocondrial (ADNmt) en Europa. En contraste con los haplogrupos de ADN Y, los haplogrupos de ADN mitocondrial no mostraron tantos patrones geográficos, pero fueron más uniformemente omnipresentes. Además de los sami periféricos, todos los europeos se caracterizan por el predominio de los haplogrupos H, U y T. La falta de estructuración geográfica observable del ADN mitocondrial puede deberse a factores socioculturales, a saber, los fenómenos de la poliginia y la patrilocalidad. De acuerdo con la Biblioteca de la Universidad de Oulu en Finlandia:
- Los marcadores polimórficos clásicos (es decir, grupos sanguíneos, electromorfos proteicos y antígenos HLA) han sugerido que Europa es un continente genéticamente homogéneo con algunos atípicos como los sami, los sardos, los islandeses y los vascos (Cavalli-Sforza et al., 1993, Piazza 1993). El análisis de las secuencias de ADN mitocondrial también ha demostrado un alto grado de homogeneidad entre las poblaciones europeas, y se ha descubierto que las distancias genéticas son mucho menores que entre las poblaciones de otros continentes, especialmente África (Comas et al., 1997).
- Los haplogrupos mtDNA[33] de europeos son encuestados mediante el uso de una combinación de datos del análisis de RFLP de la región de codificación y la secuenciación del segmento hipervariable I. Alrededor del 99% de los ADNmts europeos caen en uno de los diez haplogrupos: H, I, J, K, M, T, U, V, W o X (Torroni y otros, 1996a). Cada uno de estos está definido por ciertos sitios polimórficos relativamente antiguos y estables ubicados en la región codificante (Torroni et al., 1996a) ... El haplogrupo H, que se define por la ausencia de un sitio AluI en pb 7025, es el más prevalente, que comprende la mitad de todos los europeos (Torroni et al., 1996a, Richards et al., 1998) ... Seis de los haplogrupos europeos (H, I, J, K, T y W) se limitan esencialmente a poblaciones europeas (Torroni et al. 1994, 1996a), y probablemente se originaron después de que los caucásicos ancestrales se separaron genéticamente de los antepasados de los modernos africanos y asiáticos.[34]

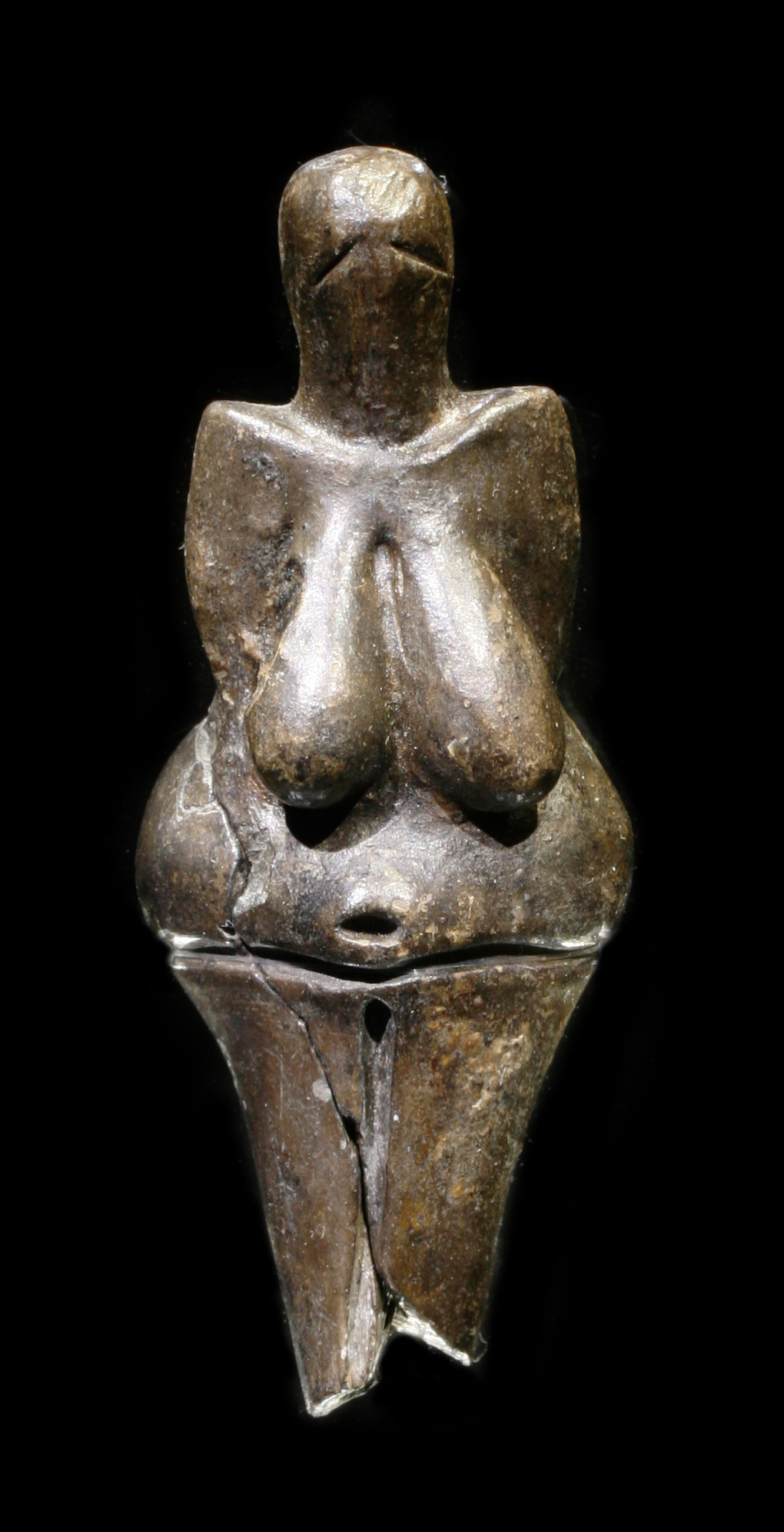
Venus de Dolní Věstonice, manufactura gravetiense c. 25.000 aC

Los estudios genéticos sugieren algún flujo de genes maternos hacia el este de Europa desde el este de Asia o el sur de Siberia en el periodo 13.000 - 6.600 años a. C. El análisis de esqueletos neolíticos en la gran llanura húngara encontró una alta frecuencia de haplogrupos de ADNmt del este asiático, algunos de los cuales sobreviven en las poblaciones modernas de Europa oriental. El flujo genético materno a Europa desde el África subsahariana comenzó ya sobre 11.000 años aC, aunque se estima que la mayoría de los linajes, aproximadamente el 65%, llegaron más recientemente, incluso durante el período de romanización, las conquistas árabes del sur de Europa y durante la trata de esclavos en el Atlántico.

## Estudios de ADN antiguo

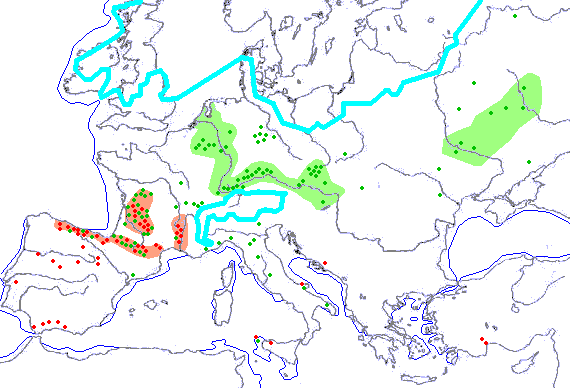
Mapa de ubicaciones del Arte del Paleolítico Superior en Europa, con el límite de los hielos perpetuos

La historia genética de Europa se ha reconstruido principalmente a partir de las poblaciones modernas de Europa, asumiendo la continuidad genética. Esto se debe a que es mucho más fácil recuperar ADN de sujetos vivos que de restos humanos antiguos. Sin embargo, hay un número creciente de análisis de ADNmt y ADN-Y antiguos disponibles tanto en el período histórico como prehistórico. En 2015 se vio un aumento exponencial en el número de muestras de ADN antiguas disponibles. Desde septiembre de 2014 hasta noviembre de 2015, el número de muestras disponibles pasó de 10 a 230.
En un estudio de 2015, los investigadores informaron sobre el análisis de ADN de 94 esqueletos (65 de sus propios análisis y 25 de los resultados publicados anteriormente en la literatura), en su mayoría del periodo entre hace 8.000-3.000 años de Europa, incluida Rusia. En un estudio de 2016, los investigadores informaron sobre el análisis de ADN de 51 individuos desde el Paleolítico Superior hasta el Neolítico temprano, que oscilaban entre 45.000 y 7.000 años atrás.

### Edad de Hielo

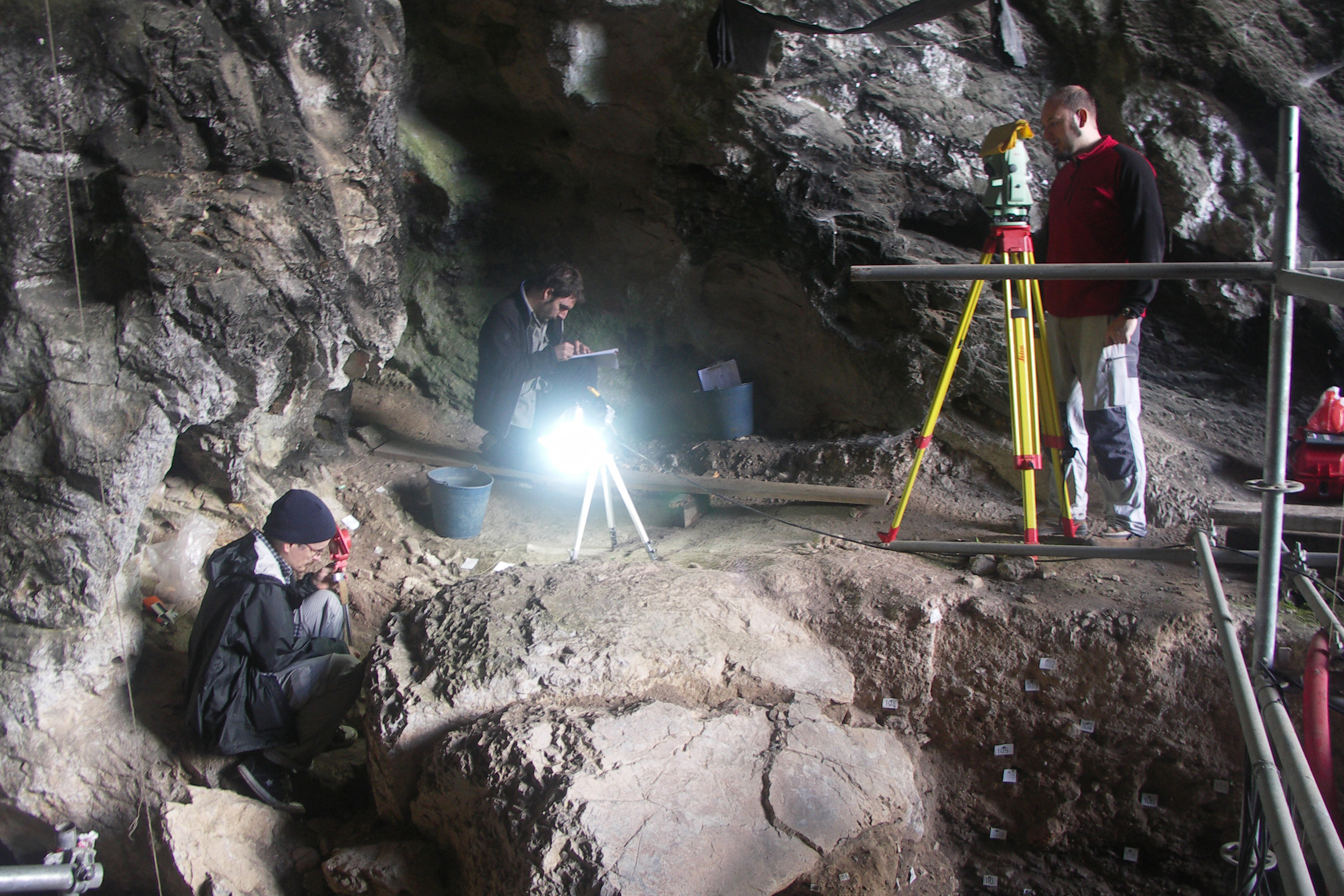
Cueva del Mirón. Hallazgo de un enterramiento magdaleniense.

De un estudio de 51 individuos, los investigadores pudieron identificar cinco grupos genéticos separados de europeos antiguos durante la Edad de Hielo: el Yacimiento de Dolní Věstonice (hace 34.000-26.000 años), asociado con la cultura Gravetiense; el Cúmulo Mal'ta (24.000-17.000), asociado con la cultura Mal'ta-Buret', la Cueva del Mirón (hace 19.000-14.000 años), asociado con la cultura Magdaleniense; el Ripari Villabruna (hace 14.000-7.000 años) y la Cueva de Satsurblia (hace 13.000 a 10.000 años), cazadores-recolectores del Cáucaso.
Desde hace aproximadamente 37.000 años, todos los europeos antiguos comenzaron a compartir algunos ancestros con los europeos modernos. Esta población fundadora está representada por GoyetQ116-1, un espécimen de 35.000 años de edad de Bélgica. Este linaje desaparece del registro y no se encuentra nuevamente hasta 19.000 aC en España en El Mirón, que muestra fuertes afinidades con GoyetQ116-1. Durante este intervalo, el grupo distinto de Věstonice es predominante en Europa, incluso en Goyet. La re-expansión de la Cueva del Mirón coincidió con el calentamiento de las temperaturas tras el retroceso de los glaciares durante el Último Máximo Glacial. De 37.000 a 14.000 años atrás, la población de Europa consistía en una población aislada descendiente de una población fundadora que no se entrecruzaba significativamente con otras poblaciones.

Mapa que muestra la distribución actual aproximada de las ramas de lenguas indoeuropeas en sus territorios de Europa y Asia. La siguiente leyenda está en orden cronológico de acuerdo a las fuentes más antiguas de cada rama que hasta ahora sobreviven:
Helénico (Griego)
Indoiranio
Itálico (incluye Latino)
Celta
Germánico
Armenio
Baltoeslavo (Báltico)
Baltoeslavo (Eslavo)
Albanés
Lenguas no indoeuropeas

Hace alrededor de 14.000 años, el Grupo Villabruna se alejó de la afinidad GoyetQ116-1 y comenzó a mostrar más afinidad con el Cercano Oriente, un cambio que coincidió con las temperaturas cálidas del interestadial Bølling-Allerød. Este cambio genético muestra que las poblaciones del Cercano Oriente probablemente ya habían comenzado a moverse hacia Europa durante el final del Paleolítico superior, unos 6.000 años antes de lo que se pensaba, antes de la introducción de la agricultura. Algunos especímenes del Grupo Villabruna también muestran afinidades genéticas con los asiáticos orientales que se derivan del flujo de genes.

### Después de la Edad de Hielo
Los investigadores identificaron tres olas principales de migraciones humanas en Europa: los cazadores-recolectores mesolíticos originales, los agricultores neolíticos del Cáucaso y Anatolia hace unos 8.000 años, y una tercera ola hace unos 5.000 años de la cultura Yamna, los pastores a caballo de las estepas pónticas.

### Cultura Yamna
Los Yamna fueron los últimos protoindoeuropeos y puede haber traído consigo los idiomas indoeuropeos a Europa. Los Yamna alteraron las reservas de genes del norte y el centro de Europa; algunas poblaciones, como los noruegos, deben alrededor del 50% de su ascendencia a este grupo.
El componente de Yamna contiene ancestros parciales de un componente antiguo de Eurasia del Norte identificado por primera vez en Mal'ta. Según Iosif Lazaridis, "la ascendencia eurasiática del norte antiguo es proporcionalmente el componente más pequeño en toda Europa, nunca más del 20 por ciento, pero lo encontramos en casi todos los grupos europeos que hemos estudiado". Este componente genético no viene directamente del linaje Mal'ta en sí, sino un linaje relacionado que se separó del linaje Mal'ta.
La mitad del componente de Yamna se deriva de una cadena de cazadores-recolectores del Cáucaso (Satsurblia). El 16 de noviembre de 2015, en un estudio publicado en la revista Nature Communications, los genetistas anunciaron que habían encontrado una cuarta "tribu" o "hebra" ancestral que había contribuido al moderno conjunto de genes europeo. Analizaron los genomas de dos cazadores-recolectores de Georgia que tenían 13.300 y 9.700 años de antigüedad, y descubrieron que estos cazadores-recolectores del Cáucaso eran probablemente la fuente del ADN de los agricultores en la cultura Yamna. Según el coautor Dr. Andrea Manica de la Universidad de Cambridge: "La pregunta de dónde viene los Yamna ha sido un misterio hasta ahora ... ahora podemos responder eso ya que hemos descubierto que su genética ancestral es una mezcla de cazadores-recolectores de Europa del Este y una población de cazadores-recolectores del Cáucaso que soportaron gran parte de la última Edad de Hielo en aparente aislamiento".
De acuerdo con Lazaridis et al. (2016), una población relacionada con poblaciones iranianas de la Edad del Cobre contribuyó a aproximadamente a la mitad de los ancestros de las poblaciones Yamna de la estepa Póntica. Estos pueblos calcolíticos iraníes eran una mezcla de "los pueblos neolíticos del oeste de Irán, oriente y los cazadores recolectores del Cáucaso".

### Adaptaciones genéticas
En un estudio de 2015 basado en 230 muestras antiguas de ADN, los investigadores rastrearon los orígenes de varias adaptaciones genéticas encontradas en Europa. Los cazadores-recolectores mesolíticos originales eran de piel oscura y ojos azules. Las variaciones de HERC2 y OCA2 para ojos azules se derivan de los cazadores-recolectores mesolíticos originales, y los genes también se encontraron en la gente de Yamna. La variación HERC2 para ojos azules aparece por primera vez hace unos 13.000 a 14.000 años en Italia y el Cáucaso.
La migración de granjeros neolíticos a Europa trajo consigo varias nuevas adaptaciones. La variación del color de la piel clara fue introducida en Europa por los agricultores neolíticos. Después de la llegada de los agricultores neolíticos, se seleccionó una mutación SLC22A4, una mutación que probablemente surgió para tratar la deficiencia de ergotioneína pero aumenta el riesgo de colitis ulcerativa, enfermedad celíaca y síndrome del intestino irritable.
Las variaciones genéticas para la persistencia de la lactasa y una mayor altura vinieron con la gente de Yamna. El alelo derivado del gen KITLG (SNP rs12821256) que está asociado con el pelo rubio -y probablemente es causal- para los europeos se encuentra en poblaciones con ascendencia cazadora-recolectora oriental, pero no occidental, lo que sugiere que su origen se encuentra en la Eurasia del norte antiguo (ANE) y puede haberse propagado en Europa por individuos con ascendencia esteparia. De acuerdo con esto, el primer individuo conocido con el alelo derivado es un individuo ANE del complejo arqueológico Afontova Gora del Paleolítico superior tardío.

### Ascendencia arcaica
Debido a la selección natural, el porcentaje de ADN neandertal en los antiguos europeos disminuyó gradualmente con el tiempo. Del 45.000 al 7.000 aC, el porcentaje bajó de alrededor del 3-6% al 2%. La eliminación de los alelos derivados de Neandertal se produjo con mayor frecuencia alrededor de los genes que en otras partes del genoma.

### Estudios del equipo de Willerslev de 2018
Nature y Science, publican en mayo de 2018 tres investigaciones lideradas por un equipo de científicos daneses bajo la dirección de Willerslev, desde la Edad de Bronce hasta la época Medieval. Los resultados destacan que la domesticación del caballo fue lo que permitió la expansión y el intercambio de grupos humanos a través de la estepa euroasiática.
En la primera investigación, publicada en Nature, los investigadores secuenciaron el genoma de 137 humanos de entre 1500 y 4500 años. Peter de Barros Damgaard, antropólogo molecular del Museo de Historia Natural de Dinamarca, indica sobre los resultados del estudio:
“Hemos visto que se produjo una transición gradual desde los grupos de pastores que habitaban en la estepa en la Edad de Bronce y que procedían de poblaciones europeas, hacia grupos de guerreros que montaban a caballo y que tenían ancestros de Asia oriental”.
Sobre los Escitas, que se suponía que procedían de la región del Mar Negro y que desde allí se expandieron por la estepa euroasiática, aunque otros suponían que llegaron desde Siberia, dice
“Nuestros datos permiten reconstruir todo el cuadro y vemos claramente que se originaron en ambas áreas y que más que un grupo homogéneo, era una confederación de tribus guerreras, que venían de lugares distintos, tenían una historia distinta y se habían mezclado con poblaciones vecinas”.
Por otro lado analizan los datos genéticos de 502 humanos actuales procedentes de Asia Central, Altái, Siberia y el Cáucaso, con el resultado que la composición genética de la gente actual de estas zonas indica Willerslev que “se ha formado en los últimos 1000 años. Eso implica que el pasado también se puede crear de forma muy tardía en la historia de la humanidad, lo que resulta fascinante y sorprendente”.

## Relación entre europeos y otras poblaciones
Un estudio de 2007 realizado por Bauchet, que utilizó alrededor de 10.000 SNP autosómicos de ADN, llegó a resultados similares. El análisis de componentes principales identificó claramente cuatro agrupaciones ampliamente dispersas, correspondientes a África, Europa, Asia Central y Asia Meridional. PC1 separó a los africanos de las otras poblaciones, PC2 dividió a los asiáticos de europeos y africanos, mientras que PC3 dividió a los asiáticos centrales, además de los asiáticos del sur.
|                          | Noroeste de Europa (CEU) | Yoruba | Chinos Han |
| ------------------------ | ------------------------ | ------ | ---------- |
| Noroeste de Europa (CEU) |                          | 0.1530 | 0.1100     |
| Yoruba                   | 0.1530                   |        | 0.1900     |
| Chinos Han               | 0.1100                   | 0.1900 |            |

## Subestructuras de la población europea

### Distancias genéticas autosómicas (Fst) basadas en un SNP (2009)
La distancia genética entre las poblaciones a menudo se mide por el índice de Fijación (Fst), basado en datos de polimorfismo genético, como polimorfismos de un solo nucleótido (SNP) o microsatélites. Fst es un caso especial de F-statistics, el concepto desarrollado en la década de 1920 por Sewall Wright. Fst es simplemente la correlación de los alelos elegidos al azar dentro de la misma subpoblación en relación con la encontrada en toda la población. A menudo se expresa como la proporción de diversidad genética debido a las diferencias de frecuencia de los alelos entre las poblaciones.
Los valores van de 0 a 1. Un valor cero implica que las dos poblaciones son panmixis, que se cruzan libremente. Un valor de uno implicaría que las dos poblaciones están completamente separadas. Cuanto mayor es el valor de Fst, mayor es la distancia genética.
Un estudio en mayo de 2009 de 19 poblaciones de Europa utilizando 270.000 SNPs destacó la diversidad genética de las poblaciones europeas correspondientes al gradiente noroeste-sureste y distinguió "cuatro regiones distintas" dentro de Europa:
- Finlandia, mostrando la mayor distancia al resto de europeos.
- La región del Báltico (Estonia, Letonia y Lituania), Rusia occidental y Polonia oriental.
- Europa Central y Occidental.
- Italia, "con los italianos del sur siendo los más distantes".

En este estudio, el análisis de barrera reveló "barreras genéticas" entre Finlandia, Italia y los otros países y, curiosamente, también se pudieron demostrar las barreras dentro de Finlandia (entre Helsinki y Kuusamo) e Italia (entre la parte norte y sur, Fst = 0.0050). Fst (índice de fijación) se correlacionó considerablemente con las distancias geográficas que van desde ≤0.0010 para las poblaciones vecinas hasta 0.0200-0.0230 para el sur de Italia y Finlandia. Para las comparaciones, las Fst pares de muestras no europeas fueron los siguientes: Europeos - Africanos (Yoruba) 0.1530; Europeos - Chinos 0.1100; Africanos (Yoruba) - Chinos 0.1900.
Tabla S2. Pares de diferencias Fst entre muestras europeas.
|                      | Austria | Bulgaria | Chequia | Estonia | Finlandia (Helsinki) | Finlandia (Kuusamo) | Francia | Norte de Alemania | Sur de Alemania | Hungría | Norte Italia | Sur Italia | Letonia | Lituania | Polonia | Rusia | España | Suecia | Suiza |
| Bulgaria             | 0.001   |          |         |         |                      |                     |         |                   |                 |         |              |            |         |          |         |       |        |        |       |
| Chequia              | 0.000   | 0.002    |         |         |                      |                     |         |                   |                 |         |              |            |         |          |         |       |        |        |       |
| Estonia              | 0.003   | 0.005    | 0.002   |         |                      |                     |         |                   |                 |         |              |            |         |          |         |       |        |        |       |
| Finlandia (Helsinki) | 0.006   | 0.009    | 0.006   | 0.004   |                      |                     |         |                   |                 |         |              |            |         |          |         |       |        |        |       |
| Finlandia (Kuusamo)  | 0.013   | 0.015    | 0.012   | 0.009   | 0.005                |                     |         |                   |                 |         |              |            |         |          |         |       |        |        |       |
| Francia              | 0.001   | 0.002    | 0.002   | 0.005   | 0.008                | 0.015               |         |                   |                 |         |              |            |         |          |         |       |        |        |       |
| Norte de Alemania    | 0.000   | 0.002    | 0.001   | 0.003   | 0.006                | 0.012               | 0.001   |                   |                 |         |              |            |         |          |         |       |        |        |       |
| Sur de Alemania      | 0.000   | 0.001    | 0.001   | 0.003   | 0.006                | 0.013               | 0.001   | 0.000             |                 |         |              |            |         |          |         |       |        |        |       |
| Hungría              | 0.000   | 0.001    | 0.000   | 0.003   | 0.006                | 0.013               | 0.001   | 0.001             | 0.000           |         |              |            |         |          |         |       |        |        |       |
| Norte Italia         | 0.004   | 0.003    | 0.005   | 0.010   | 0.013                | 0.020               | 0.003   | 0.005             | 0.004           | 0.004   |              |            |         |          |         |       |        |        |       |
| Sur Italia           | 0.006   | 0.004    | 0.007   | 0.013   | 0.016                | 0.023               | 0.005   | 0.008             | 0.006           | 0.006   | 0.005        |            |         |          |         |       |        |        |       |
| Letonia              | 0.005   | 0.007    | 0.003   | 0.001   | 0.007                | 0.013               | 0.008   | 0.004             | 0.005           | 0.004   | 0.012        | 0.015      |         |          |         |       |        |        |       |
| Lituania             | 0.004   | 0.006    | 0.002   | 0.001   | 0.007                | 0.013               | 0.006   | 0.003             | 0.004           | 0.003   | 0.011        | 0.014      | 0.001   |          |         |       |        |        |       |
| Polonia              | 0.001   | 0.003    | 0.001   | 0.001   | 0.006                | 0.012               | 0.003   | 0.001             | 0.002           | 0.001   | 0.007        | 0.010      | 0.002   | 0.001    |         |       |        |        |       |
| Rusia                | 0.003   | 0.004    | 0.001   | 0.001   | 0.006                | 0.012               | 0.005   | 0.002             | 0.003           | 0.002   | 0.009        | 0.012      | 0.002   | 0.001    | 0.001   |       |        |        |       |
| España               | 0.002   | 0.002    | 0.003   | 0.008   | 0.011                | 0.017               | 0.001   | 0.003             | 0.002           | 0.002   | 0.003        | 0.005      | 0.010   | 0.009    | 0.005   | 0.007 |        |        |       |
| Suecia               | 0.001   | 0.004    | 0.002   | 0.003   | 0.005                | 0.011               | 0.002   | 0.001             | 0.001           | 0.002   | 0.007        | 0.009      | 0.005   | 0.004    | 0.002   | 0.003 | 0.004  |        |       |
| Suiza                | 0.001   | 0.001    | 0.002   | 0.006   | 0.009                | 0.015               | 0.000   | 0.002             | 0.001           | 0.001   | 0.003        | 0.004      | 0.008   | 0.007    | 0.004   | 0.005 | 0.001  | 0.003  |       |

Un estudio realizado por Chao Tian en agosto de 2009 amplió el análisis de la estructura genética de la población europea para incluir grupos adicionales del sur de Europa y poblaciones árabes (palestinos, drusos ...) del Cercano Oriente. Este estudio determinó la Fst autosómica entre 18 grupos de población y concluyó que, en general, las distancias genéticas correspondían a relaciones geográficas con valores más pequeños entre grupos de población con orígenes en países / regiones vecinos (por ejemplo, griegos / toscanos: Fst = 0.0010, griegos / palestinos : Fst = 0.0057) comparado con aquellos de regiones muy diferentes en Europa (por ejemplo Griegos / Sueco: Fst = 0.0087, Griegos / Rusos: Fst = 0.0108).

### Otros estudios de ADN autosómico
Seldin (2006) utilizó más de 5.000 SNP autosómicos. Mostraba "una distinción consistente y reproducible entre los grupos de población europeos 'del norte' y del 'sur'". La mayoría de los participantes individuales con ascendencia del sur de Europa (italianos, griegos, portugueses, españoles) y judíos asquenazíes tienen una membresía> 85% de la población del sur; y la mayoría de los europeos del norte, occidentales, centrales y orientales (suecos, ingleses, irlandeses, alemanes y ucranianos) tienen> 90% del grupo de población del norte. Sin embargo, muchos de los participantes en este estudio eran en realidad ciudadanos estadounidenses que se identificaron a sí mismos con diferentes etnias europeas basándose en el pedigrí familiar autoinformado.
Un estudio similar en 2007 que utilizó muestras exclusivamente de Europa encontró que la diferenciación genética más importante en Europa ocurre en una línea que va del norte al sureste (norte de Europa a los Balcanes), con otro eje de diferenciación este-oeste en toda Europa. Sus hallazgos fueron consistentes con resultados anteriores basados en ADNmt y ADN cromosómico Y que respaldan la teoría de que los íberos modernos (españoles y portugueses) poseen la genética ancestral europea más antigua, así como la separación de vascos y sami de otras poblaciones europeas.
Sugirió que el grupo inglés e irlandés se agrupa con otros europeos del norte y del este, como alemanes y polacos, mientras que algunos individuos vascos e italianos también se agruparon con europeos del norte. A pesar de estas estratificaciones, observó el grado inusualmente alto de homogeneidad europea: "hay poca diversidad aparente en Europa, con muestras enteras en todo el continente solo ligeramente más dispersas que muestras de poblaciones individuales en otras partes del mundo".
En 2008, dos equipos internacionales de investigación publicaron análisis de la genotipificación a gran escala de grandes muestras de europeos, utilizando más de 300.000 SNP autosómicos. Con la excepción de los aislamientos habituales como los vascos, finlandeses y sardos, la población europea carecía de discontinuidades agudas (agrupamiento) como lo han encontrado estudios previos (ver Seldin et al., 2006 y Bauchet et al., 2007), aunque hubo un gradiente discernible de sur a norte. En general, encontraron solo un bajo nivel de diferenciación genética entre subpoblaciones, y las diferencias que sí existieron se caracterizaron por una fuerte correlación continental entre la distancia geográfica y genética. Además, descubrieron que la diversidad era mayor en el sur de Europa debido a un mayor tamaño efectivo de la población y / o la expansión de la población del sur al norte de Europa. Los investigadores toman esta observación para implicar que, genéticamente, los europeos no se distribuyen en poblaciones discretas.
Un estudio sobre poblaciones del noreste, publicado en marzo de 2013, encontró que los pueblos Komi formaron un polo de diversidad genética que es distinto de otras poblaciones.

## Migraciones aparentes en Europa
La prehistoria de los pueblos europeos se puede rastrear mediante el examen de sitios arqueológicos, estudios lingüísticos y el examen del ADN de las personas que viven en Europa o del ADN antiguo. La investigación continúa y las teorías aparecen y desaparecen. Aunque es posible rastrear las migraciones de personas en toda Europa utilizando el análisis de ADN, la mayoría de la información sobre estos movimientos proviene de la arqueología.
Es importante señalar que la colonización de Europa no se produjo en migraciones discretas, como podría sugerir. Por el contrario, el proceso de asentamiento fue complejo y "es probable que haya ocurrido en múltiples ondas del este y que posteriormente haya quedado oscurecido por milenios de flujo genético recurrente".

### Era paleolítica
Información adicional: Paleolítico

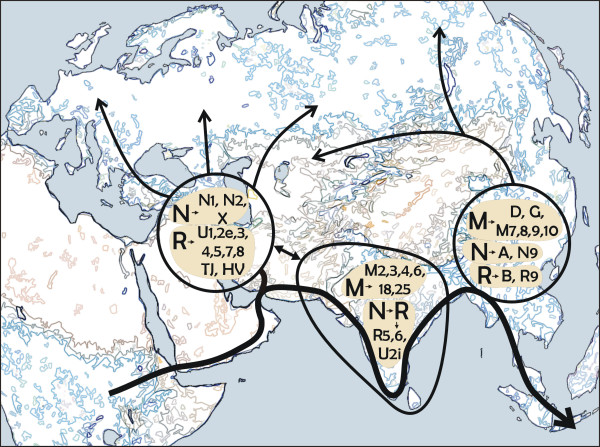
Las rutas propuestas de la población inicial de Europa basada en haplogrupos de ADN mitocondrial, Metspalu et al. 2004

Los neandertales habitaron gran parte de Europa y Asia occidental desde hace 130.000 años. Existieron en Europa hasta hace 30.000 años. Finalmente fueron reemplazados por humanos anatómicamente modernos (AMH, a veces conocidos como Cro-Magnons), que comenzaron a aparecer en Europa hace unos 40.000 años. Dado que las dos especies de homínidos probablemente coexistieron en Europa, los antropólogos se han preguntado durante mucho tiempo si los dos interactuaron. La pregunta se resolvió solo en 2010, cuando se estableció que las poblaciones de Eurasia exhiben una mezcla de neandertales, estimada en 1.5-2.1% en promedio. La pregunta ahora era si esta mezcla había tenido lugar en Europa, o más bien en el Levante, antes de la migración a Europa de los AMG.

Probable pauta de difusión de los humanos anatómicamente modernos AMH

También se ha especulado sobre la herencia de genes específicos de los neandertales. Por ejemplo, un locus 17q21.3 de MAPT que se divide en linajes genéticos profundos H1 y H2. Dado que el linaje H2 parece restringido a las poblaciones europeas, varios autores habían argumentado a favor de la herencia de los neandertales a partir de 2005. Sin embargo, los resultados preliminares de la secuenciación del genoma completo de Neanderthal en ese momento (2009) no lograron descubrir evidencia de mestizaje entre los neandertales y los humanos modernos. Para 2010, los hallazgos de Svante Pääbo (Instituto Max Planck de Antropología Evolutiva en Leipzig, Alemania), Richard E. Green (Universidad de California, Santa Cruz) y David Reich (Escuela de Medicina de Harvard), comparando el material genético de los huesos de tres neandertales con la de cinco humanos modernos, mostraron una relación entre los neandertales y las personas modernas fuera de África.
Se cree que los humanos modernos comenzaron a habitar en Europa durante el Paleolítico superior hace unos 40.000 años. Algunas pruebas muestran la difusión de la cultura Auriñaciense.
Desde una perspectiva puramente patrilineal, del cromosoma Y, es posible que los antiguos haplogrupos C, F y / o E sean los que tienen la presencia más antigua en Europa. Se han encontrado en algunos restos humanos muy antiguos en Europa. Sin embargo, otros haplogrupos son mucho más comunes entre los hombres europeos vivientes.
El haplogrupo I (M170), que ahora es relativamente común y está muy extendido en Europa, puede representar un marcador paleolítico: su edad se ha estimado en ~ 22.000 años. Si bien ahora se concentra en Europa, probablemente surgió en un hombre del Medio Oriente o el Cáucaso, o sus descendientes cercanos, c. 20-25.000 años aC, cuando divergió de su antecesor inmediato, el haplogrupo IJ. Aproximadamente en esta época, apareció también una cultura paleolítica superior, conocida como Gravetiense.
La investigación anterior sobre ADN-Y se había centrado en el haplogrupo R1 (M173): el linaje más poblado entre los varones europeos vivos; También se creía que R1 había aparecido ~ 40.000 BP en Asia Central. Sin embargo, ahora se estima que R1 surgió sustancialmente más recientemente: un estudio de 2008 fecha el ancestro común más reciente del haplogrupo IJ hacia el 38.500 aC y el haplogrupo R1 hacia el 18.000 a. C. Esto sugirió que los colonos del haplogrupo IJ formaron la primera ola y el haplogrupo R1 llegó mucho más tarde.
Por lo tanto, los datos genéticos sugieren que, al menos desde la perspectiva de la ascendencia patrilineal, grupos separados de humanos modernos tomaron dos rutas hacia Europa: desde Oriente Medio a través de los Balcanes y desde Asia Central a través de la Estepa Eurasiática, al norte del Mar Negro.
Martin Richards et al. encontraron que 15-40% de los linajes de mtADN existentes se remontan a las migraciones paleolíticas (dependiendo de si se permiten múltiples eventos fundadores). [7] El haplogrupo U5, que data de ~ 40-50.000 años, llegó durante la primera colonización paleolítica superior temprana. Individualmente, representa el 5-15% del total de linajes de mtADN. Los movimientos intermedios están marcados por los haplogrupos HV, I y U4. HV dividido en Pre-V (alrededor de 26.000 años de antigüedad) y la rama más grande H, que se extendió por Europa, posiblemente a través de contactos Gravetianos.

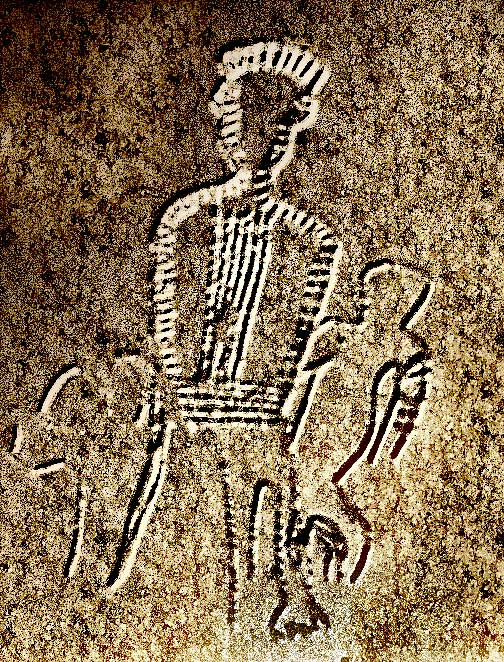
Grotta de Levanzo, ejemplo del refugio de Italia

El haplogrupo H representa aproximadamente la mitad de las líneas de genes en Europa, con muchos subgrupos. Los linajes de mtADN anteriores o sus precursores, es más probable que hayan llegado a Europa a través de Oriente Medio. Esto contrasta con la evidencia del ADN Y, según la cual un 50% o más de linajes masculinos se caracterizan por la superfamilia R1, que es de posible origen asiático central. Ornella Semino postula que estas diferencias "pueden deberse en parte a la aparente edad molecular más reciente de los cromosomas Y en relación con otros loci, lo que sugiere un reemplazo más rápido de cromosomas Y. Los comportamientos demográficos diferenciales de género también influirán en los patrones observados del mtADN y la variación Y".

### Último máximo glacial: refugio y recolonización
Más información: Último Máximo Glacial y Máximo Tardglaciar
El Último Máximo Glacial ("UMG") comenzó c. 30.000 aC, al final de MIS 3, lo que lleva a una despoblación del norte de Europa. Según el modelo clásico, las personas se refugiaron en santuarios climáticos (o refugios) de la siguiente manera:
- El norte de Iberia y el suroeste de Francia, que conforman el refugio "Franco-Cantábrico"
- Los Balcanes
- Ucrania y, más en general, la costa norte del Mar Negro
- Italia.[67]

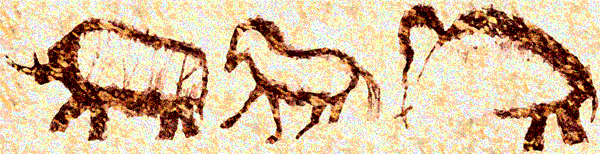
Kapova, ejemplo del refugio del norte del Mar Negro

Este evento disminuyó la diversidad genética general en Europa, un "resultado de deriva, consistente con un cuello de botella de población inferido durante el Último Máximo Glacial". Cuando los glaciares retrocedieron hace unos 16.000-13.000 años, Europa comenzó a ser repoblada lentamente por personas de los refugios, dejando firmas genéticas.
Algunos clados del Y haplogrupo I parecen haber divergido de sus haplogrupos parentales en algún momento durante o poco después del UMG. El haplogrupo I2 es frecuente en los Balcanes occidentales, así como en el resto del sudeste y centro-este de Europa en frecuencias más moderadas. Su frecuencia disminuye rápidamente en el centro de Europa, lo que sugiere que los sobrevivientes con linajes I2 se expandieron predominantemente a través del sudeste y centro-este de Europa.
Cinnioglu ve evidencia de la existencia de un refugio de Anatolia, que también alberga Hg R1b1b2. En la actualidad, el R1b domina el paisaje del cromosoma Y de Europa occidental, incluidas las islas británicas, lo que sugiere que podría haber grandes cambios en la composición de la población en función de las migraciones posteriores al UMG.
Semino, Passarino y Pericic ubican los orígenes del haplogrupo R1a dentro del refugio ucraniano de la edad de hielo. Su distribución actual en Europa del Este y partes de Escandinavia es en parte un reflejo de un nuevo poblamiento de Europa desde las estepas del sur de Rusia / Ucrania después del máximo glacial tardío.

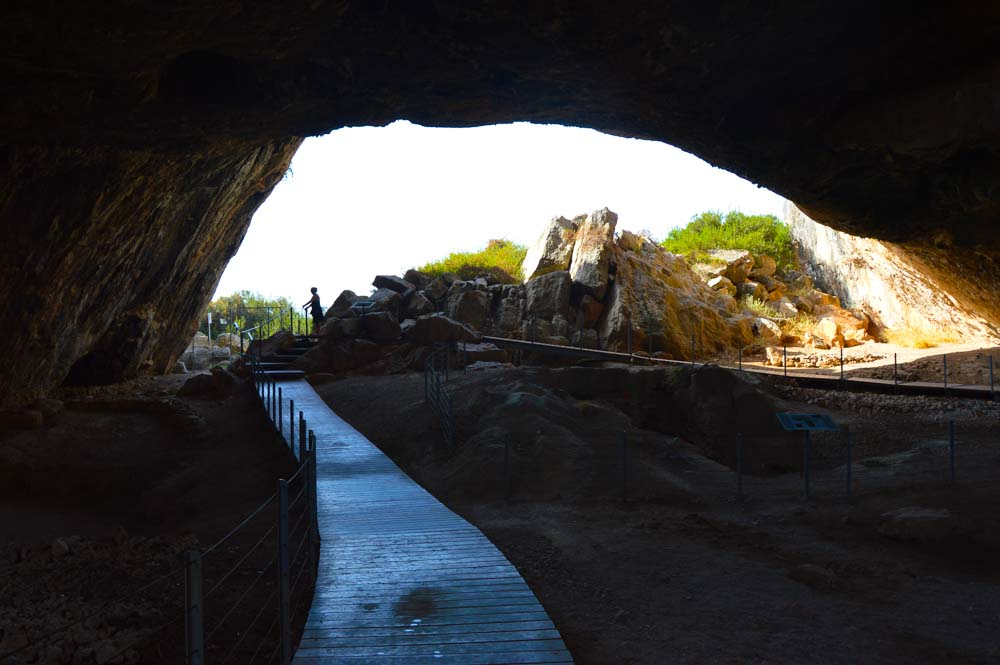
Entrada en la Cueva Franchthi

Desde una perspectiva de mtADN, Richards et al. descubrieron que la mayoría de la diversidad de ADN mitocondrial en Europa se debe a nuevas expansiones posglaciales durante el Paleolítico superior / Mesolítico superior. "Los análisis regionales apoyan la sugerencia de que gran parte de Europa occidental y central se repobló en su mayoría desde el suroeste cuando mejoró el clima. Los linajes involucrados incluyen gran parte del haplogrupo más común, H, así como gran parte de K, T, W y X. " El estudio no pudo determinar si hubo nuevas migraciones de linajes de ADNmt del cercano oriente durante este período; se consideró poco probable una aportación significativa.
El modelo alternativo de más refugios fue discutido por Bilton et al.

### Migraciones neolíticas
Más información: Europa neolítica, revolución neolítica y holoceno
Una gran variedad genética que ha sido ampliamente reconocida en Europa parece mostrar importantes dispersiones desde Oriente Medio. Esto a menudo se ha relacionado con la difusión de la tecnología agrícola durante el Neolítico, que se ha argumentado que es uno de los períodos más importantes para determinar la diversidad genética europea moderna.

Difusión de la Cerámica Cardial en el Neolítico

El Neolítico comenzó con la introducción de la agricultura, comenzando en el sudeste de Europa aproximadamente entre el 10.000 y el 3.000 aC, y extendiéndose hacia el noroeste de Europa entre el 4.500 y el 1700 a. C. Durante esta era, la revolución neolítica condujo a cambios económicos y socioculturales drásticos en Europa, y también se cree que tuvo un gran efecto en la diversidad genética de

Difusión de la metalurgia del bronce en Europa y rutas de comercio del ámbar nórdico.

Europa, especialmente con respecto a los linajes genéticos que entran en Europa desde el Medio Oriente hacia los Balcanes. Hubo varias fases de este período:
- En un preludio tardío del Mesolítico europeo al Neolítico, parece que los pueblos del Cercano Oriente de áreas que ya tenían agricultura, y que también tenían tecnología de navegación marítima, tuvieron una presencia transitoria en Grecia, por ejemplo en la Cueva Franchthi.[73][74]
- Existe consenso en que la tecnología agrícola y las principales razas de animales y plantas que son cultivadas ingresaron a Europa desde algún lugar en el área de la Media Luna Fértil y específicamente desde la región de Levante desde el Sinaí hasta el sur de Anatolia[75] (Sin duda, a veces se argumenta que la revolución agrícola ha sido en parte provocada por los movimientos de personas y la tecnología que atraviesan el Sinaí desde África).
- Una etapa posterior del Neolítico, la llamada Era de la Cerámica Cardial, vio una introducción de la cerámica en el Levante, los Balcanes y el sur de Italia (que había estado presente en la zona del Sudán moderno durante algún tiempo antes de que se encuentra en el Mediterráneo oriental, pero se cree que se desarrolló independientemente) y este también puede haber sido un período de transferencia cultural desde el Levante hacia los Balcanes.

### Propagación de la tecnología neolítica

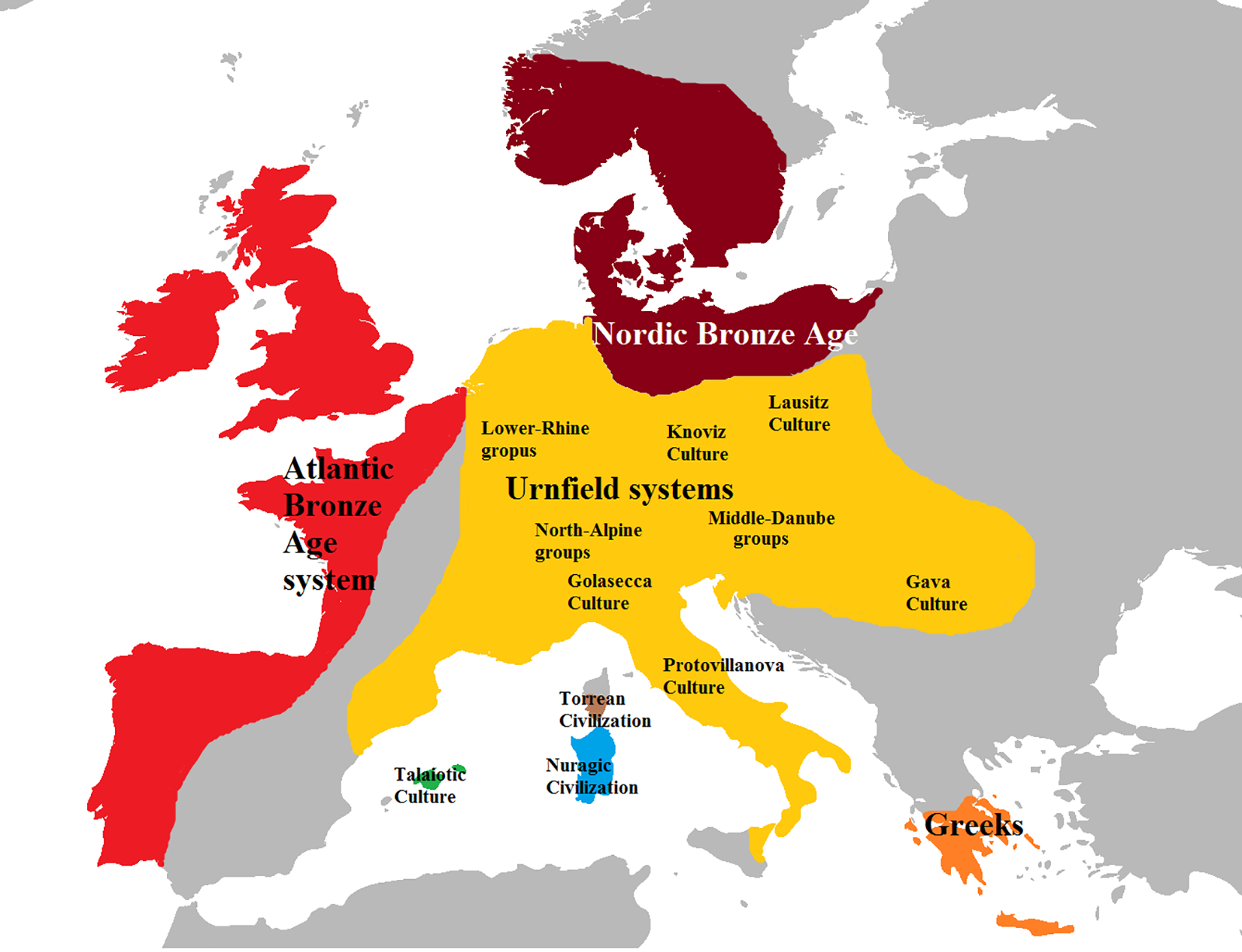
Culturas en Europa en la época del último bronce, 1.100 a. C.

Una cuestión importante con respecto al impacto genético de las tecnologías neolíticas en Europa es la manera en que fueron transferidas a Europa; si la agricultura fue introducida por una migración significativa de agricultores del Cercano Oriente (modelo de difusión biológica de Cavalli-Sforza) o fue una "difusión cultural" o una combinación de ambas. En segundo lugar, los genetistas de poblaciones han tratado de aclarar si alguna de las firmas genéticas de origen del Cercano Oriente corresponde a las rutas de expansión postuladas por la evidencia arqueológica.
Martin Richards estimó que solo el 11% del mtADN europeo se debe a la inmigración en este período, lo que sugiere que la agricultura se extendió principalmente debido a que fue adoptada por poblaciones indígenas del Mesolítico, en lugar de debido a la inmigración del Cercano Oriente. El flujo genético de SE a NO de Europa parece haber continuado en el Neolítico, si bien el porcentaje ha disminuido significativamente hacia las islas británicas. La genética clásica también sugirió que la mezcla más grande de las poblaciones del Paleolítico / Mesolítico europeo se debió a la revolución neolítica del siglo VII al V milenio antes de Cristo. Se han identificado tres grupos principales de genes de mtADN como contribuyentes neolíticos en Europa: J, T1 y U3 (en ese orden de importancia). Con otros, ascienden a alrededor del 20% del conjunto de genes.
En 2000, el estudio de Semino sobre ADN Y reveló la presencia de haplotipos pertenecientes al clado E1b1b1 (E-M35). Estos se encontraron predominantemente en el sur de los Balcanes, el sur de Italia y partes de Iberia. Semino conectó este patrón, junto con los subclades del haplogrupo J, para ser el componente de ADN Y de la difusión demólica neolítica de Cavalli-Sforza de los agricultores del Cercano Oriente. Rosser et al. más bien lo vieron como un "componente norteafricano" (directo) en la genealogía europea, aunque no propusieron un calendario y un mecanismo para explicarlo. Underhill y Kivisild (2007) también describieron que E1b1b representa una migración del Pleistoceno tardío desde África a Europa sobre la península del Sinaí en Egipto, evidencia que no aparece en el ADN mitocondrial.

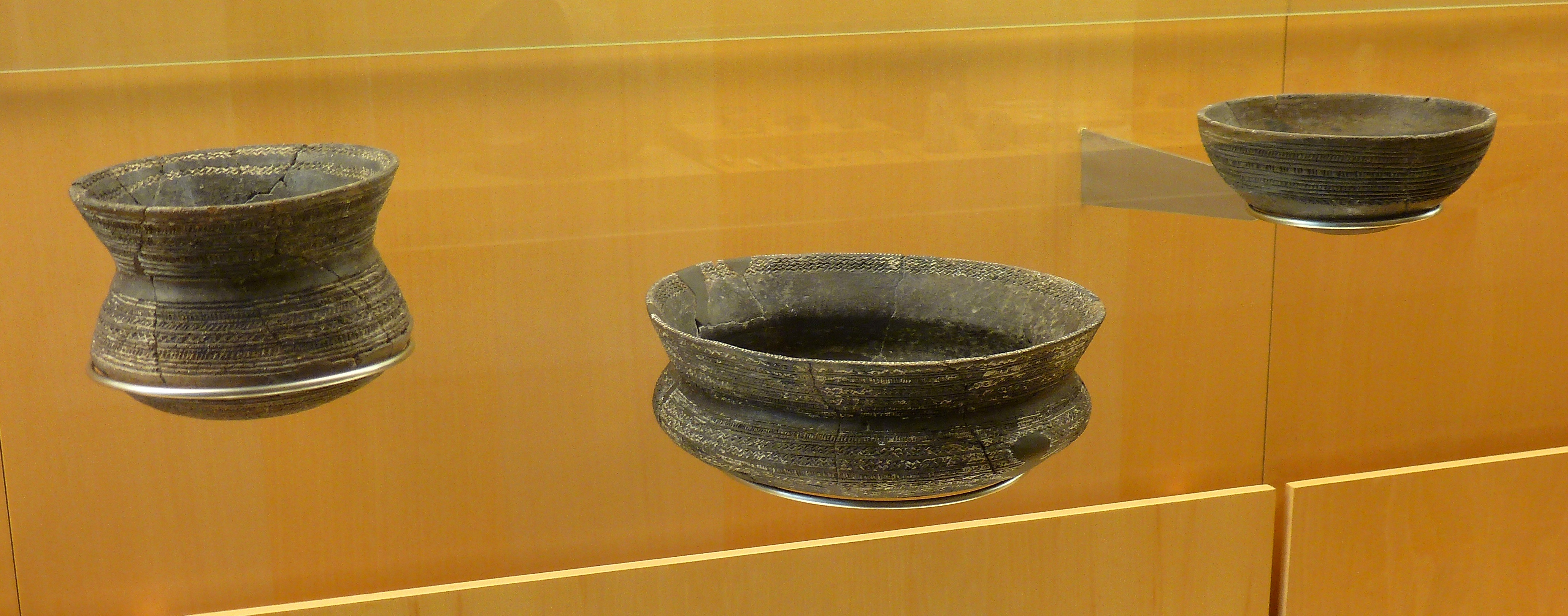
Ajuar Villabuena del Puente. Ejemplo de la cultura céltica del vaso campaniforme.

Sin embargo, con respecto al momento de la distribución y diversidad de V13, Battaglia et al. (2008) propusieron un movimiento anterior mediante el cual el linaje E-M78 * ancestral para todos los hombres E-V13 modernos se movió rápidamente fuera de un origen del sur de Egipto y llegó a Europa con solo tecnologías mesolíticas. Luego sugieren que el sub-clado E-V13 del E-M78 solo se expandió posteriormente a medida que los nativos de los Balcanes 'forrajeadores y agricultores' adoptaron las tecnologías neolíticas del Cercano Oriente. Proponen que la primera gran dispersión de E-V13 desde los Balcanes puede haber sido en la dirección del mar Adriático con la cultura neolítica impresionada a menudo llamada Impressa o Cardial. Peričic et al. (2005), más bien proponen que la ruta principal de propagación E-V13 fue a lo largo del sistema de 'vía' de los ríos Vardar-Morava-Danubio.
En contraste con Battaglia, Cruciani et al. (2007) sugirieron tentativamente (i) un punto diferente donde la mutación V13 sucedió en su camino desde Egipto a los Balcanes a través del Medio Oriente, y (ii) un tiempo de dispersión posterior. Los autores propusieron que la mutación V13 apareció por primera vez en el oeste de Asia, donde se encuentra en frecuencias bajas pero significativas, desde donde entró en los Balcanes en algún momento después de 11.000 a. C. Más tarde experimentó una rápida dispersión hace 5300 años en Europa, coincidiendo con la Edad de Bronce de los Balcanes. Como Peričic et al. consideran que "la dispersión de los haplogrupos E-V13 y J-M12 parece haber seguido principalmente las vías fluviales que conectan los Balcanes del sur con el centro-norte de Europa".
Más recientemente, Lacan et al. (2011) anunciaron que un esqueleto de 7000 años de antigüedad en un contexto neolítico en una cueva funeraria española, era un hombre E-V13. (Los otros especímenes probados en el mismo sitio se encontraban en el haplogrupo G2a, que se ha encontrado en contextos neolíticos en toda Europa). Utilizando 7 marcadores STR, este espécimen se identificó como similar a los individuos modernos probados en Albania, Bosnia, Grecia, Córcega, y Provenza. Por lo tanto, los autores propusieron que, independientemente de que la distribución moderna del E-V13 sea resultado de acontecimientos más recientes, el E-V13 ya estaba en Europa dentro del Neolítico, llevado por los primeros agricultores del Mediterráneo oriental al Mediterráneo occidental, mucho antes que la edad de bronce. Esto apoya las propuestas de Battaglia et al. en lugar de Cruciani et al. al menos con respecto a las primeras dispersiones europeas, pero E-V13 puede haberse dispersado más de una vez. Incluso en época más reciente que la Edad del Bronce, también se ha propuesto que la distribución moderna del moderno E-V13 en Europa se debe, al menos en parte, a los movimientos de la época romana. (Ver abajo)
Después de un enfoque inicial sobre E1b1b como un marcador neolítico, un estudio más reciente en enero de 2010, examinó el haplogrupo Y1, R1b1b, que es mucho más común en Europa occidental. Mark Jobling dijo: "Nos centramos en el linaje del cromosoma Y más común en Europa, llevado por cerca de 110 millones de hombres, que sigue un gradiente del este al oeste, alcanzando casi el 100% de frecuencia en Irlanda. Observamos cómo se distribuye, qué tan diverso es en diferentes partes de Europa, y qué edad tiene". Los resultados sugirieron que el linaje R1b1b2 (R-M269), al igual que los linajes E1b1b o J, se extendió junto con la agricultura del Cercano Oriente. La Dra. Patricia Balaresque agregó: "En total, esto significa que más del 80% de los cromosomas Y europeos descienden de los agricultores entrantes. En contraste, la mayoría de los linajes genéticos maternos parecen descender de los cazadores-recolectores. Esto nos sugiere una ventaja reproductiva para los machos agricultores sobre los machos indígenas cazadores-recolectores durante el cambio de la caza y la recolección, a la agricultura".
Un artículo más reciente sobre R1b hizo la contrapropuesta de que "los datos aún son controvertidos y los análisis hasta ahora realizados son propensos a una serie de sesgos" y propone que los datos se explican mejor por "una dispersión pre-neolítica anterior de los haplogrupos" de un conjunto común de genes ancestrales".
Una hipótesis, la hipótesis de Anatolia, sugiere un origen de los indoeuropeos en Anatolia con una expansión debida a la revolución neolítica.

### Migraciones de la Edad de Bronce y la Edad de Hierro

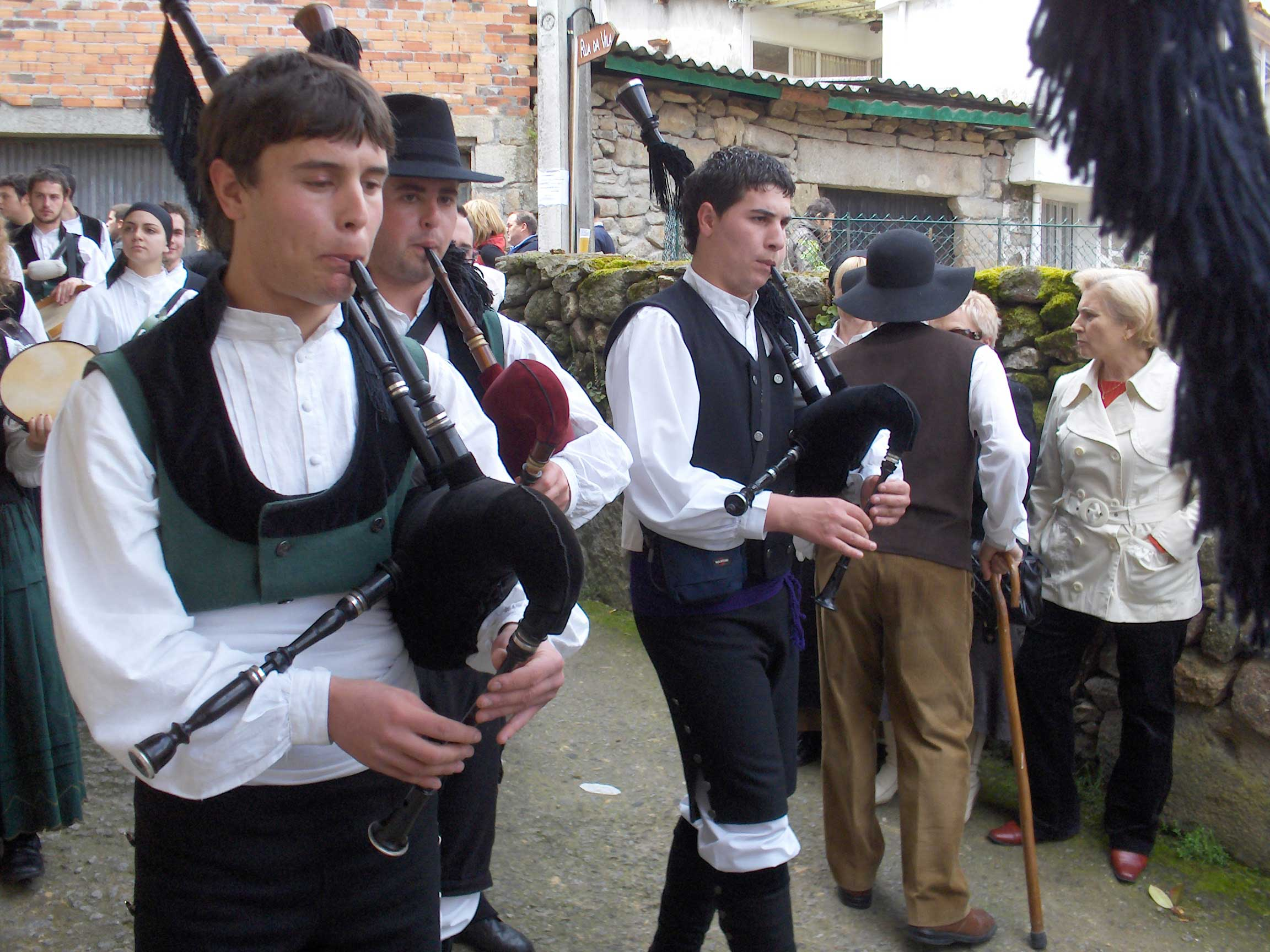
Gaiteiros gallegos. (Celtas de España)

Más información: Edad de Bronce en Europa y Edad del Hierro en Europa
La Edad de Bronce vio el desarrollo de redes comerciales de larga distancia, particularmente a lo largo de la Costa Atlántica y en los valles del Danubio y el Rin. Hubo migración de Noruega a las Órcadas y las Shetland en este período (y en menor medida a la parte continental de Escocia e Irlanda). También hubo migración de Alemania al este de Inglaterra. Martin Richards estimó que había aproximadamente un 4% de inmigración de mtADN en Europa en la Edad del Bronce.
Otra teoría sobre el origen de la lengua indoeuropea se centra en un hipotético pueblo proto-indoeuropeo, que trazó la hipótesis de los Kurganes, al norte de los mares Negro y Caspio alrededor del 4500 a. C. Domesticaron al caballo y posiblemente inventaron la rueda, y se considera que han difundido su cultura y sus genes por toda Europa. El haplogrupo Y R1a es un marcador propuesto de estos genes "Kurganes", como lo es el Haplogrupo R1b, aunque estos haplogrupos en su conjunto pueden ser mucho más antiguos que la familia lingüística.
La velocidad de su expansión física habría disminuido en el borde occidental de la estepa, pero los portadores del haplogrupo R1a están presentes en cantidades sustanciales tan al oeste como Alemania. La cultura y el lenguaje Kurgan fueron más lejos, llevados por el haplogrupo R1b, y eventualmente fueron reemplazando la mayoría de las culturas y lenguas hasta llegar al Atlántico. Durante la Edad del Hierro, se registra que los celtas se mudaron de la Galia a Italia, Europa del Este y Anatolia. La relación entre los celtas de Galia y España no está clara, ya que cualquier migración ocurrió antes de que existieran registros.

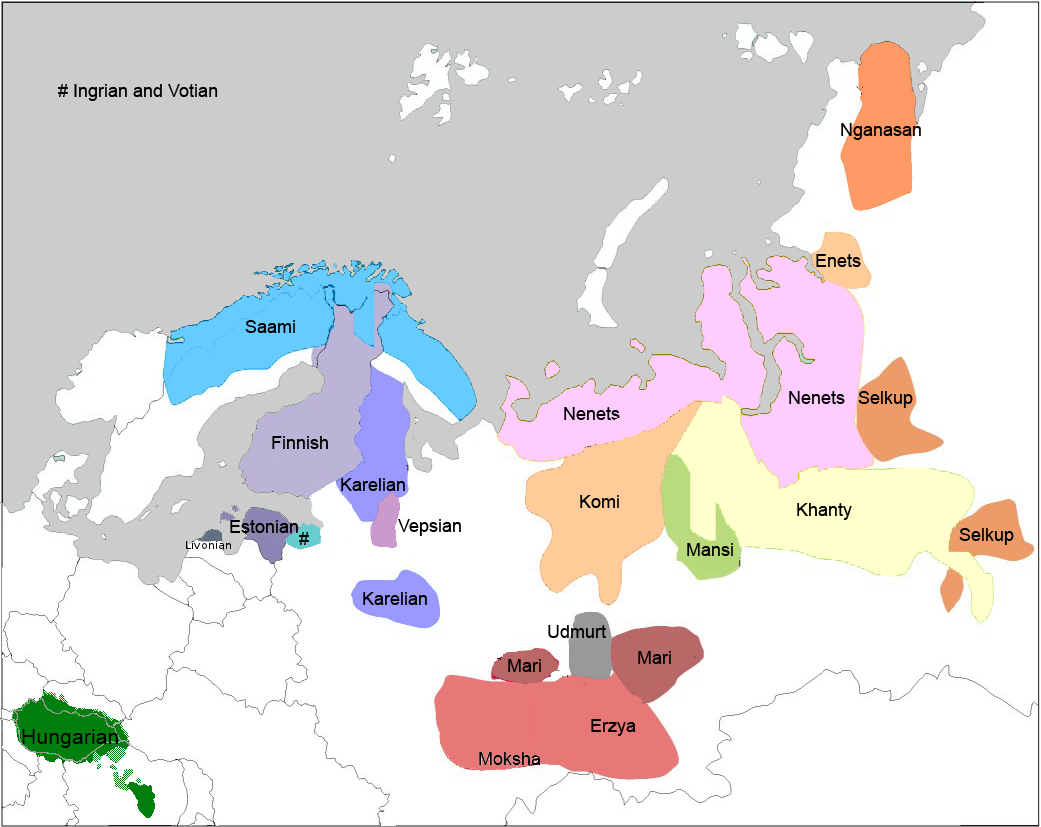
Distribución actual de los lenguajes de los Urales

En el extremo norte, los portadores del haplogrupo N llegaron a Europa desde Siberia, y finalmente se expandieron hasta llegar a Finlandia, aunque el momento específico de su llegada es incierto. Se estima que el subclade N1c1 del norte de Europa más común tiene alrededor de 8.000 años. Hay evidencia de asentamientos humanos en Finlandia que datan del 8500 aC, vinculados con la cultura Kunda y su supuesta cultura ancestral Swiderian, pero se cree que esta última tiene origen europeo. La distribución geográfica del haplogrupo N en Europa está bien alineada con la cultura Pit-Comb Ware, cuyo surgimiento comúnmente se cita c. 4.200 aC, y con la distribución de idiomas de la rama de los Urales. Los estudios de ADN mitocondrial de personas Sami, de Haplogrupo U5 son consistentes con migraciones múltiples a Escandinavia desde la región del Volga-Ural, comenzando de 6.000 a 7.000 años antes del presente.
La relación entre los roles de los colonos europeos y asiáticos en la prehistoria de Finlandia es un punto de cierta disputa, y algunos estudiosos insisten en que los finlandeses son "predominantemente de Europa del Este e integrados por personas que emigraron hacia el norte desde el refugio ucraniano durante la Edad de Hielo". Más al este, el problema es menos contencioso. Los portadores de haplogrupo N representan una parte significativa de todos los grupos étnicos no eslavos en el norte de Rusia, incluido el 37% de los

El Imperio Romano en el año 117 dC

Karelianos, el 35% de las personas Komi (65% según otro estudio), el 67% de los Mari, como el 98% de las personas Nenets, el 94% de los Nganasanos y el 86% y el 94% de los Yakutos.

### Período romano y post-romano
Durante el período del Imperio Romano, las fuentes históricas muestran que hubo muchos movimientos de personas en toda Europa, tanto dentro como fuera del Imperio. Las fuentes históricas a veces citan casos de genocidio infligido por los romanos a tribus provinciales rebeldes. Si esto realmente sucedió, habría sido limitado dado que las poblaciones modernas muestran una considerable continuidad genética en sus respectivas regiones. El proceso de "romanización" parece haberse logrado mediante la colonización de provincias por parte de algunos administradores de habla latina, personal militar, veteranos establecidos y ciudadanos privados (mercaderes, comerciantes) que emanaban de las diversas regiones del Imperio (y no simplemente de Italia). Todos ellos sirvieron como núcleo para la aculturación de los notables locales.
Dado su pequeño número y origen variado, la romanización no parece haber dejado firmas genéticas distintas en Europa. De hecho, las poblaciones de habla romance en los Balcanes, como rumanos, arromanos, moldavos, etc. se parecen genéticamente a pueblos vecinos de habla griega y eslava del sur en lugar de a los italianos modernos, lo que demuestra que estaban próximos genéticamente hablando, principalmente a través de los haplogrupos I2a2 M- 423 y E1b1b1, V-13, nativos de esta área.
Steven Bird ha especulado que E1b1b1a se extendió durante la era romana a través de las poblaciones tracia y dacia de los Balcanes hacia el resto de Europa. [97]
Con respecto al período tardorromano de las invasiones germánicas, se han hecho algunas sugerencias, al menos para Gran Bretaña, con el haplogrupo I1 asociado con la inmigración anglosajona en el este de Inglaterra, y el R1a asociado con la inmigración nórdica en el norte Escocia.